# Київський трамвай
Ки́ївський трамва́й — система електричного трамвая міста Києва, відкрита 1 (13) червня 1892 року, перша електрична трамвайна мережа на території колишньої Російської імперії, перша на території сучасної України, третя в Східній Європі (після Будапешта (1888) і Праги (1891)), шістнадцята в Європі. Також саме в Києві 30 грудня 1978 стала до ладу перша в тодішньому Радянському Союзі лінія швидкісного трамвая.
Система експлуатується комунальним підприємством «Київпастранс». Пасажиропотік 2020 року становив 75 607 тис. пасажирів (2018 року — 110 684 пасажирів).

## Історія

### Кінний трамвай
|                                                                           |  |  |
| Ювілейна монета НБУ номіналом 5 грн., присвячена трамвайному руху в Києві |  |  |

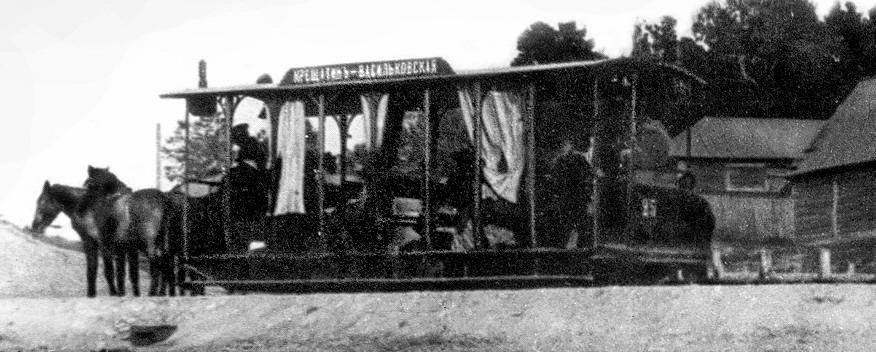
Київський кінний трамвай

У 1870–80-х роках розглядалося декілька проєктів будівництва у Києві міської залізниці на кінській тязі, але жоден не був втілений у життя. У 1886 році, серед інших, свій проєкт запропонував інженер Аманд Струве. 8 (20) червня 1889 року він підписав контракт з Київською міською Думою, а за пів року створив акціонерне «Товариство Київської міської залізниці» (рос. Общество Киевской городской железной дороги), яке займалося впровадженням трамвая на вулицях міста. 21 грудня 1890 (2 січня 1891) було затверджено статут товариства.
18 (30) червня 1891 року відбулася урочиста церемонія закладання кінного трамвая, на якій були присутні губернатор, віцегубернатор, секректар губернського дворянства, міський голова, члени управи, депутати Міської Думи та інші. На Великій Васильківській вулиці поблизу сучасної Либідської площі губернатор молотом прибив рейку до шпали. Його приклад наслідували й інші учасники церемонії. Після цього гості відвідали святковий обід. Рівно через місяць відбувся пробний рух на невеликій ділянці, причому вагон тягнули робітники. Ще за тиждень безкоштовний рух Великою Васильковською вулицею відбувався протягом цілого дня.
30 липня (11 серпня) офіційно розпочався регулярний рух Великою Васильківською вулицею. Цей день вважається днем офіційного відкриття київського трамвая. Вагони курсували Великою Васильківською вулицею на дільниці від станції «Либідь» до Маріїнсько-Благовіщенської вулиці. Кондуктори і кучери були вбрані у темно-коричневі каптани з синіми поясами і срібними галунами на кашкетах. Парк нараховував близько 70-ти коней, які працювали в дві зміни. 6 (18) серпня лінію продовжили до Царської площі
26 жовтня (7 листопада) була відкрита дистанція на Подолі від Олександрівської до Троїцької площі (нині — Подільське трамвайне депо). За місяць, 27 листопада (7 грудня) лінію продовжили Подолом до церкви Різдва на нинішній Поштовій площі. Залишалося лише сполучити дві дистанції, однак через нахил в 90 проміле коні не змогли б тут працювати. Тому Аманд Струве ще у квітні 1890 року звернувся до Київської міської управи з пропозицією запровадити у місті електричні трамваї. Цій пропозиції опонувала адміністрація Київського телеграфу, адже, на їхню думку, електродвигуни заважали б телефонним і телеграфним мережам. Струве був зобов'язаний дати підписку про компенсацію збитків в разі, якщо трамваї будуть заважати телеграфу і телефону.

### Альтернатива кінному трамваю: початок роботи парового і електричного

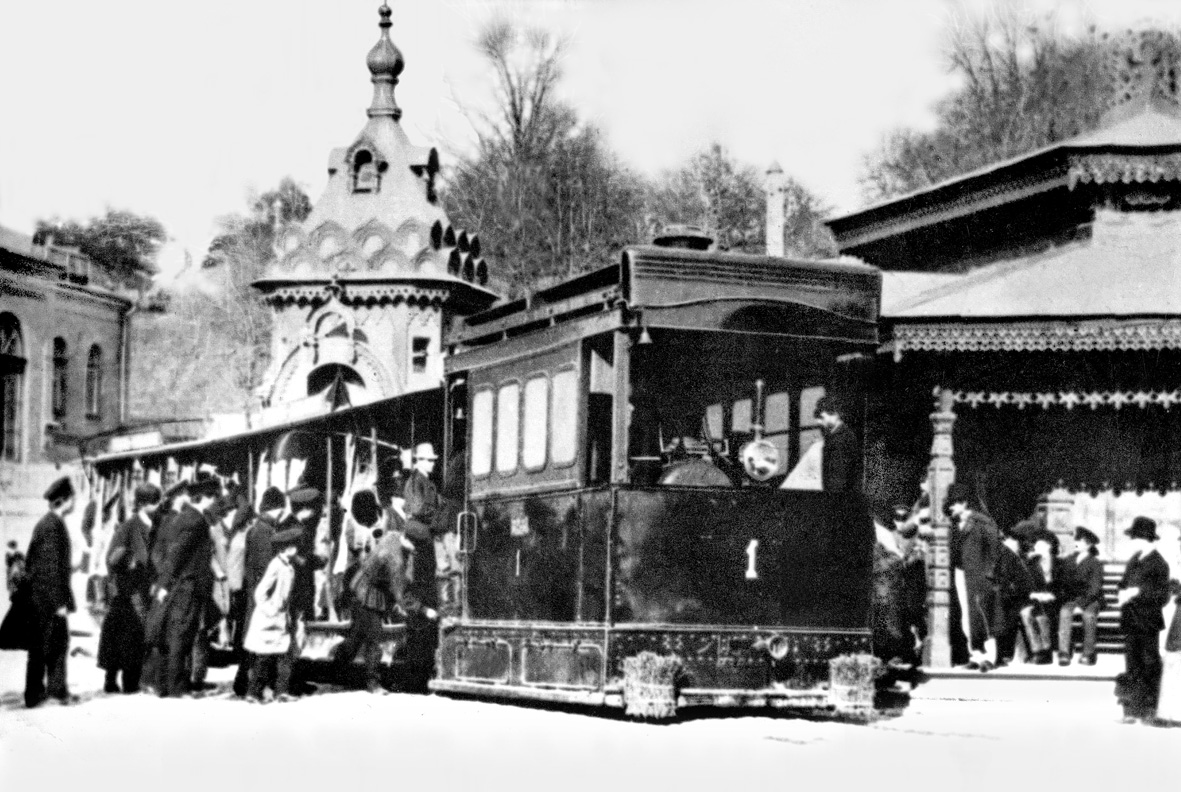
Київський паровий трамвай

| Список перших ліній             | Список перших ліній | Список перших ліній          | Список перших ліній       | Список перших ліній        | Список перших ліній | Список перших ліній                                 | Список перших ліній |
| Лінія                           | Маршрут | Пуск (конка)                 | Пуск (паровий)            | Пуск (електричний)         | Об'єднання          | Скасування                                          |                     |
| ------------------------------- | --- | ---------------------------- | ------------------------- | -------------------------- | ------------------- | --------------------------------------------------- | ------------------- |
| Васильківська                   | Маріїнсько-Благовіщенська вул. (вул. Саксаганського) — річка Либідь (Либідська пл.)                                                         | 30 липня (11 серпня) 1891    | 12 (24) лютого 1892       | грудень 1894               |                     | 28 вересня 1948                                     |                     |
| Хрещатицька                     | Маріїнсько-Благовіщенська вул. (вул. Саксаганського) — Царська пл. (Європейська пл.)                                                        | 6 (18) серпня 1891           | 12 (24) лютого 1892       | 1 (13) червня 1894         |                     | 1 серпня 1934                                       |                     |
| Подільська (Кирилівська)        | Олександрівська пл. (Контрактова пл.) — Троїцька пл. (район Подільського трамвайного депо)                                                  | 26 жовтня (7 листопада) 1891 |                           | 1 (13) лютого 1896         |                     |                                                     |                     |
| Львівська                       | Хрещатик — Сінна пл. (Львівська пл.) | 1 (13) липня 1892            |                           | 20 червня (2 липня) 1895   |                     | 21 вересня 1945                                     |                     |
| Лук'янівська                    | Сінна пл. (Львівська пл.) — Лук'янівський базар (Лук'янівська пл.)                                                                          |                              | 1 (13) липня 1892         | 27 червня (9 липня) 1895   |                     | 21 вересня 1945                                     |                     |
| Фундуклеївська                  | Хрещатик — Фундуклеївська вул. (вул. Б. Хмельницького) — Кадетська шосе (пл. Перемоги (нині Галицька площа))                                |                              | 17 (29) жовтня 1892       | 20 серпня (1 вересня) 1894 |                     | 7 квітня 1946                                       |                     |
| Печерська                       | Царська пл. (Європейська пл.) — Микільські ворота (пл. Арсенальна)                                                                          | 7 (19) вересня 1893          |                           | 16 (28) жовтня 1893        |                     | 1 квітня 1962                                       |                     |
| Вокзальна                       | Бібіковський бульв. (Бульв. Т. Шевченка) — Вокзал                                                                                           |                              |                           | 20 серпня (1 вересня) 1894 |                     |                                                     |                     |
| Шулявська-Володимирська         | Пл. Льва Толстого (Пл. Українських Героїв) — Андріївська церква                                                                             | 1 (13) лютого 1895           |                           | жовтень 1895               |                     | 1 жовтня 1959                                       |                     |
| Табірно-Сирецька                | Лук'янівський базар (Лук'янівська пл.) — Федорівська церква — Сирецькі армійські табори                                                     |                              | 13 травня 1896            | 9 грудня 1896              |                     | 1917                                                |                     |
| Політехнічна                    | Бесарабська площа — Політехнічний інститут (вул. Польова)                                                                                   |                              |                           | 5 (17) жовтня 1899         |                     | 2 вересня 1978                                      |                     |
| Дачна                           | Троїцька пл. (Кирилівська пл.) — Петропавлівська пл. — Пуща-Водиця                                                                          |                              | 5 (17) жовтня 1899        | 1 (14) січня 1904          |                     |                                                     |                     |
| Набережна                       | Поштова пл. — вул. Набережно-Хрещатицька (Гавань)                                                                                           | 1901                         |                           | 1912                       |                     | 1917                                                |                     |
| Межигірська                     | Олександрівська пл. (Контрактова пл.) — вул. Межигірська — Йорданська церква (вул. Заводська)                                               |                              |                           | 24 березня (6 квітня) 1904 |                     | 1917                                                |                     |
| Лук'янівська («Швейцарська»)    | Лук'янівський ринок (пл.) — Куренівка (район Троїцької пл.)                                                                                 |                              |                           | квітень 1904               |                     | 1918                                                |                     |
| Липська                         | Бессарабська пл. — Олександрівська вул. (вул. М. Грушевського) по вул. Круглоуніверситетській та Банкової                                   |                              |                           | 13 (26) серпня 1905        |                     | 1939                                                |                     |
| Святошинська                    | Тріумфальні ворота — Політехнічний інститут — Святошин (4-я просіка)                                                                        | 30 квітня (13 травня) 1900   |                           | 18 (31) серпня 1901        | травень 1924        | 10 серпня 1982                                      |                     |
| Кадетська (Артилерійська) лінія | Тріумфальні ворота — Кадетський Корпус |                              |                           | 27 липня (9 серпня) 1908   | 13 (26) січня 1917  | 1919                                                |                     |
| Караваєвська                    | Вул. Караваєвська (вул. Л. Толстого) — вул. Жилянська                                                                                       |                              |                           | 17 (30) червня 1909        |                     | 15 грудня 1987                                      |                     |
| Звіринецька                     | Товарна станція — вул. Либідська-Володимирська — Військове училище — Іонинський монастир                                                    |                              |                           | 26 лютого 1910             |                     | 1919                                                |                     |
| Глибочицька                     | Гавань — Набережно-Хрещатицька — Верхній та Нижній Вали — Глибочиця — Львівська — Дмитрівська — Галицький базар — Жилянська — Вокзал        |                              |                           | 22 лютого (6 березня) 1910 |                     |                                                     |                     |
| Деміївська                      | Залізничний переїзд у р. Либідь — Голосіїв                                                                                                  |                              |                           | 26 червня (9 липня) 1911   | 10 жовтня 1926      | 1919 (відновлена 10 жовтня 1926) і 11 квітня 1980   |                     |
| Прорізна                        | Хрещатик — Прорізна — вул. Ярославів Вал — вул. Олеся Гончара — вул. Гоголівська — Шулявка (ріг Керосинної вулиці і Брест-Литовського шосе) |                              |                           | 10 (23) грудня 1910        |                     | 30 червня 1959                                      |                     |
| Дарницька (Слобідська)          | Поштова пл. — Ланцюговий міст — Микільська Слобідка — Дарниця — Бровари                                                                     |                              | 25 квітня (8 травня) 1912 | 7 листопада 1934           | 7 листопада 1934    | 10 червня 1920 (відновлена 10 травня 1925) і в 1941 |                     |

21 вересня 1891 на Олександрівському узвозі (нині — Володимирському) почалося будівництво, яке було практично завершене до лютого 1892 року.
Тим часом з лютого на лінії Царська площа — Либідь стали використовувати парову тягу. Експлуатувалися чотири паротяги. Попри шум і задимленість паровий трамвай користувався не меншою популярністю, ніж кінний. Варто зазначити, що вони одночасно працювали на одному маршруті.
3 травня 1892 року перші два трамвайні вагони з електродвигунами прибули до Києва. Їх побудували брати Струве на фабриці у Москві, за американськими кресленнями. У той же день вагони були випробувані на Олександрівській вулиці на Подолі, а 8 травня — на Олександрівському узвозі (на лінії з Подолу на Хрещатик). 9 червня електричний трамвай тестувала офіційна комісія, а 13 червня він запрацював для пасажирів. Газета «Киевлянин» з цього приводу писала:
|  | Пасажирський рух на електричній залізниці вже розпочався. Вагони переповнені публікою, при чому багато хто по декілька разів їздять Олександрівським узвозом вгору і вниз, цікавлячись цією важливою для Києва новинкою |

1893 року прибутки від електричного трамвая значно перевищили видатки на його обслуговування, тому те, що електричному трамваю немає конкурентів стало очевидним. Так, 1894-го були електрифіковані лінії по Хрещатику, до Львівської площі та до вокзалу. Останню лінію конки — з Подолу до Троїцької площі було електрифіковано на початку 1896 року. Кінний трамвай зник з вулиць міста.
1900 року було збудовано лінію у Пущу-Водицю, де спочатку використовувалися вагони на паровій тязі. 1904 року і цю лінію було електрифіковано. Тим часом продовжувався розвиток мережі електричного трамвая (дані по роках ви можете бачити на таблиці праворуч).
| Рік  | Вулиці, якими було прокладено нові маршрути |
| ---- | --- |
| 1893 | Печерська лінія: від Європейської площі до Арсенальної площі |
| 1894 | електрифікована лінія такими вулицями: Фундукліївська, Пироговська, Бібіковський бульвар, збудована далі Безаківською вулицею до залізничного вокзалу                                                    |
|      | електрифіковано лінію Хрещатиком |
| 1895 | Володимирська лінія: від Софійської площі Володимирською і Караваївської вулицями до Караваївської площі                                                                                                 |
|      | електрифіковано Львівську лінію: від Михайлівської площі Львівською вулицею до Лук'янівського базару |
|      | електрифіковано лінію Великою Васильківською вулицею |
| 1896 | Лагерна лінія: від Львівської площі до Сирця |
|      | електрифіковано Кирилівську лінію |
| 1897 | Маріїнсько-Благовіщенська вулиця (Саксаганського) |
|      | вулиця Бульварно-Кудрявська |
| 1899 | лінія до КПІ: від Бессарабки до Київського політехнічного інституту |
| 1900 | лінія в Пуща-Водицю: від Петропавлівської площі по Вишгородській вулиці та через Пуща-Водицький ліс |
|      | лінія Брест-Литовським шосе від Тріумфальних воріт до Святошина |
| 1903 | Межигірська лінія: по Межигірській до Заводської вулиці |
| 1904 | Лук'янівська лінія — з'єднала Лук'янівку та Куренівку найкоротшим шляхом (проходила поблизу сучасного Подільського узвозу)                                                                               |
| 1905 | лінія по Круглоуніверситетській та Банковій вулицях |
|      | продовження Печерської лінії до Києво-Печерської Лаври |
|      | лінія по вулиці Боричів Тік до нижньої станції Михайлівського електричного підйому |
|      | лінія по Московській вулиці |
|      | лінія по Жилянській вулиці (між Володимирською та Великою Васильківською вулицями) |
| 1906 | лінія по частині Костянтинівської вулиці (від Щекавицькою до Оленівської) та Оленівською вулицею |
|      | лінія Осіївською та Макарівською вулицями |
| 1908 | Кадетська лінія: від Тріумфальних воріт до Кадетського корпусу |
| 1909 | лінії по Караваєвській (Льва Толстого), Бульонській (нині — Казимира Малевича) вулицях |
|      | лінія Печерською вулицею (бульваром Лесі Українки) та Свято-Троїцькою (Бастіонною) до Іонинського монастиря                                                                                              |
| 1910 | лінії по вулицях Прорізній, Великій Підвальній, Глибочицькій, Дмитрівській, Маловолодимирській (Олеся Гончара)                                                                                           |
|      | лінія, що зв'язувала Товарну станцію та Військове училище: проходила Прозорівською вулицею, вулицями Арсенальною, Великою Шиянівською (Лєскова), Петро-Могилянською (Копиленка), Бухтєєвською (Кутузова) |
| 1911 | Деміївський трамвай: лінія від Либеді Васильківською вулицею до Голосіїва |
| 1912 | Набережна лінія: по Набережно-Хрещатицькій вулиці та лінія бензомоторного трамвая від Поштової площі до Микільської слобідки                                                                             |
| 1913 | Деміївський трамвай: лінії Саперно-Слобідською та Великою Китаївською вулицями |
| 1914 | службова лінія до Клінічного містечка (слугувала для перевезення поранених) |
| 1916 | Кадетська лінія: продовження від Кадетського корпусу до Артилерійського училища |
| 1918 | Кадетська лінія: подовження від Артилерійського училища до Чоколівки |

### Святошинський трамвай

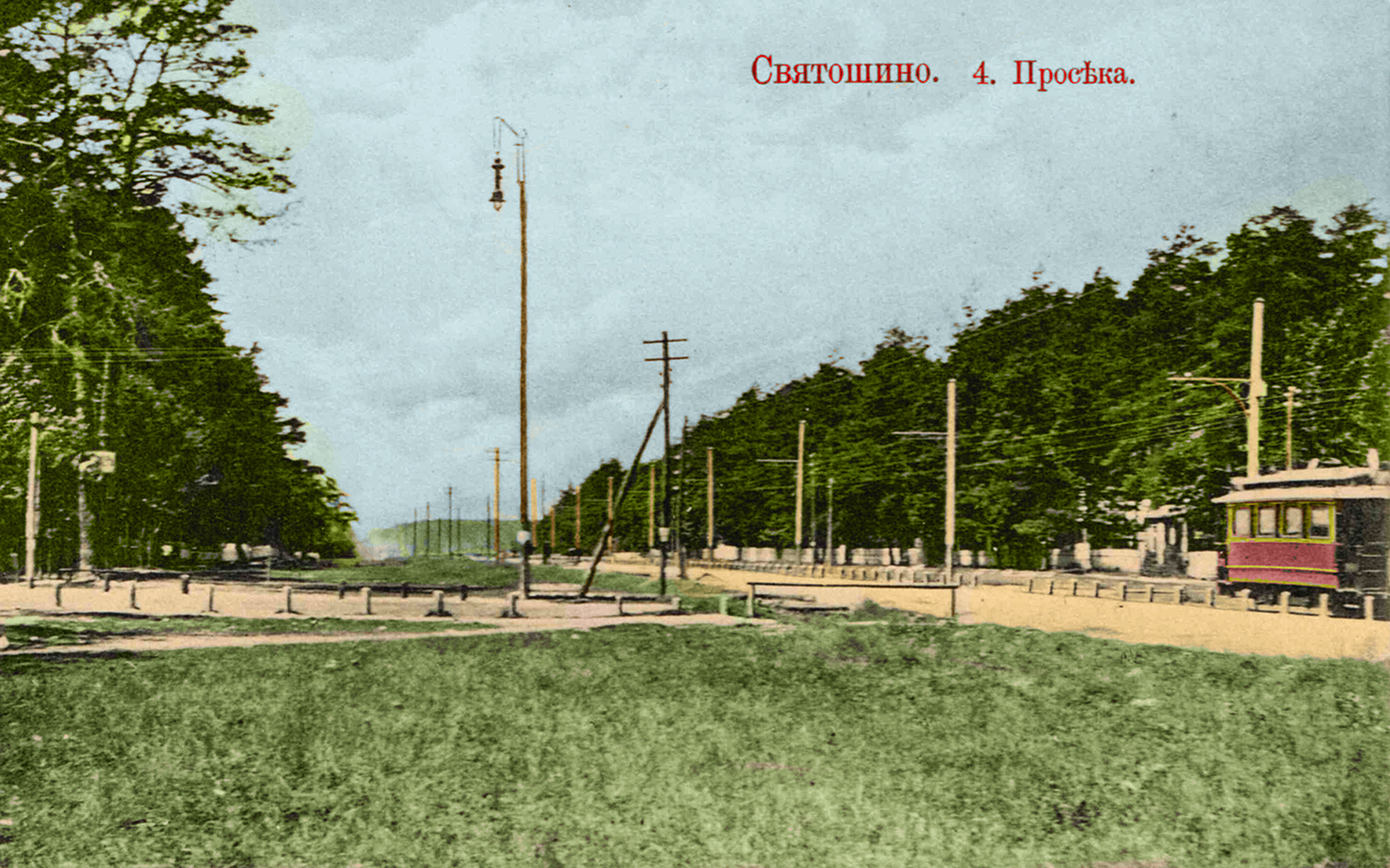
Трамвай на Святошинських дачах

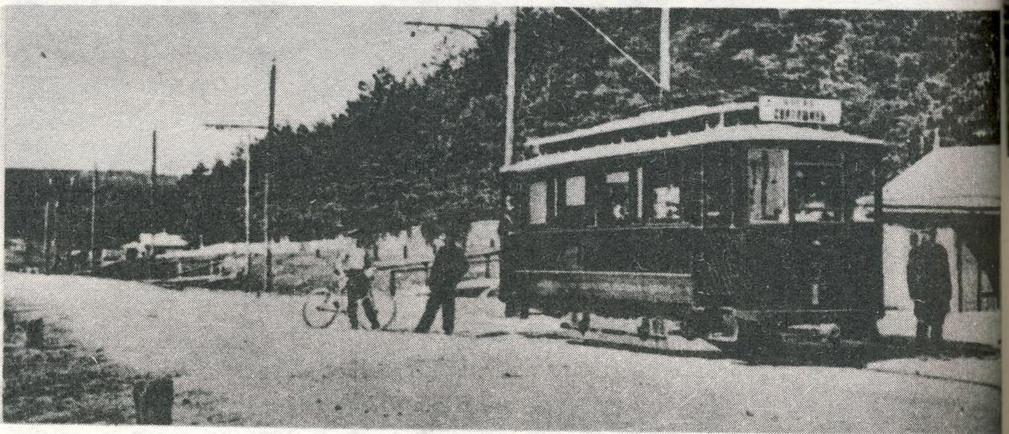
Святошинський трамвай

У 1899 році підприємець Олександр Кумбарі, незалежно від Товариства Київської міської залізниці, запропонував побудувати вузькоколійну лінію від Тріумфальних воріт до Святошина. Вона мала бути одноколійною, завдовжки 9,5 версти, на ній планувалося використовувати кінну тягу. Влітку 1898 року Кумбарі продав концесію на будівництво лінії німецькому акціонерному товариству «В. Ламаєр і Ко» (пізніше — Elektrizität-Aktien-Geselschaft). Рух лінією відкрили 30 квітня (13 травня) 1900 року, спочатку з кінною тягою. Електрифіковано лінію було 18 (31) серпня 1901 року. Депо Святошинського трамвая налічувало 11 моторних і 14 причіпних вагонів, була власна електростанція з паровим двигуном і ремонтні майстерні.
У 1914 році через те що експлуатаційне підприємство належало німецькій компанії (Російська імперія тоді вела Першу світову війну з Німеччиною), Святошинський трамвай секвестрували на користь Київського земства. У період громадянської війни трамвай обслуговував фронт та інколи навіть перевозив військо. Проте він все ж припинив свою роботу 7 червня 1920 року, коли польські війська спалили два дерев'яних мости, через які пролягала лінія. Рух на невеликій дистанції було відновлено лише у вересні, на всій лінії — у 1923 році. Тоді було здійснено перешивання колії на стандартну для Києва ширину в 1524 мм: Святошинський трамвай став частиною Київського.

### Деміївський трамвай
У 1908—1911 роках київський капіталіст Давид Марголін збудував приватну трамвайну лінію завдовжки 4,5 версти, що пролягла київським передмістям Деміївкою. Парк налічував 6 моторних двовісних пасажирських вагонів і моторний вагон-салон для приватних поїздок власника лінії. Лише в 1926 році Деміївський трамвай був сполучений з Київським.

### Кадетський трамвай
Влітку 1908 року підприємцем Давидом Марголіним розпочато будівництво ще однієї приватної лінії — Кадетської, що пролягла від Тріумфальних воріт Кадетським шосе в район Кадетського корпусу (нині будівля Міноборони, сама ж лінія закінчувалася дещо далі). Рух було відкрито 27 липня (9 серпня) 1908 року, протяжність становила близько 1,5 версти. Власних вагонів лінія не мала — щодня один з київських трамвайних парків висилав на лінію один вагон.
31 серпня (12 вересня) 1915 року Кадетська лінія перейшла у власність міста. До цього року також відносяться проєкти продовження лінії далі в бік Чоколівки. У 1916 році силами близько 100 військовополонених все ж було збудовано продовження до Артилерійського училища (нині Національна Академія оборони на Солом'янській площі), яке відкрито 24 листопада (7 грудня) 1916 року. Друге продовження лінії в район селища Чоколівка (поблизу теперішньої Севастопольської площі) було відкрито у 10 квітня 1918 року. Після цього протяжність склала 3,2 версти.
Лінія припинила своє існування, найімовірніше, 1919 року..

### Дарницький трамвай на автомоторній тязі
Для сполучення лівого берега Дніпра з правим у 1912 році за проєктом інженера Тимченка була збудована лінія трамвая на бензиновій тязі від Поштової площі до Микільської слобідки. Для обслуговування лінії у Микільській слобідці збудували Слобідський трамвайний парк. До кінця 1913 року були збудовані також лінії на Дарницю та у Бровари. 1926 року була електрифікована дистанція від Поштової площі до Микільської слобідки, 1932 року лінія до Дарниці, а 7 листопада 1934 року з електрифікацією лінії до Броварів система була повністю переведена на електрику. 1 травня 1936 року відкрилася нова лінія від Дарниці до ДВРЗ.
Станом же на 1941 рік в системі існували такі маршрути:
| №  | Маршрут                                  |
| -- | ---------------------------------------- |
| 14 | Поштова площа — Дарниця                  |
| 23 | Микільська слобідка — Бровари            |
| 24 | Дарниця — ДВРЗ                           |
| 25 | Поштова площа — Микільська слобідка      |
| 26 | Микільська слобідка — Завод «Хімволокно» |

Після підриву мосту імені Євгенії Бош радянськими військами, що відступали, трамвай назавжди припинив перевезення пасажирів, однак до кінця бойових дій лівобережні лінії використовувалися для військових потреб. Згодом мережа Дарницького трамвая була закинута та поступово розібрана протягом декількох наступних років. З усіх ліній збереглася лише лінія до ДВРЗ, але у пізнішій версії.

### Перші трамвайні ліквідації та розвиток трамвая в 1920—1930-ті роки

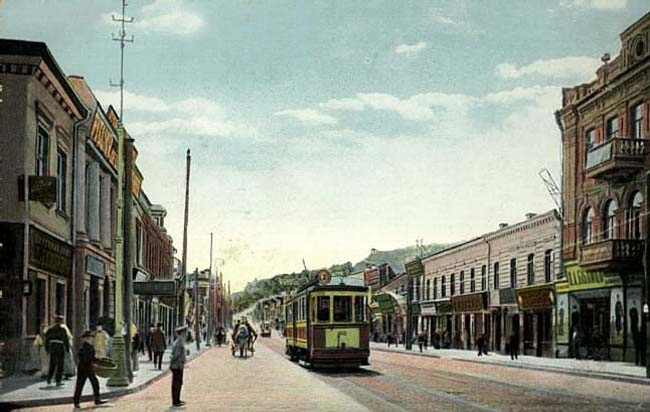
Трамвай на сучасній вулиці Сагайдачного

У 1905 році, через пуском Київського фунікулера були внесені зміни в систему маршрутів. Тому деякі дистанції не використовувалися для руху трамваїв. Це спонукало Київську думу в 1907 році рекомендувати Товариству міської залізниці зняти рейки з Володимирської та Караваєвської вулиць. Проте рейки так і не зняли, і в 1909 році трамвайний рух на цій дистанції відновлено. У 1912 році відкрито Київський бензотрамвай — трамвайну систему на Київському Лівобережжі, де використовувалися вагони з бензиновими двигунами.
У 1912 році Київський трамвай нараховував 21 маршрут, 224 вагони рухомого складу, 170 км колій; річний пасажиропотік становив понад 64 млн осіб.
У 1912 році міська дума вирішила викупити трамвайне підприємство, можливість чого передбачалася у договорі зі Струве. Трамвайне товариство не бажало передавати своє господарсто місту, тому почало судитися з Думою. Паралельно з цим, щоб підвищити прибутковість підприємства, від чого залежала його викупна вартість, було вирішено експлуатувати трамваї на максимальну потужність. При цьому навіть на найнеобхідніший ремонт грошей не виділялося. Це призвело до того, що на початку 1918 року підприємсто перебувало на межі руйнації — експлуатація трамваїв була збитковою, тому київський трамвай перейшов у власність громади міста безкоштовно.
Під час подій 1917–1921 років назавжди припинили існування Лук'янівська лінія (Київська Швейцарія), лінії по вул. Набережно-Хрещатицькій та Межигірській (за винятком частини вулиці між Контрактовою площею та вулицею Щекавицькою), Кадетська лінія та лінія з Печерська до Товарної станції (від Печерської площі через вулицю Євгена Коновальця до вулиці Казимира Малевича), лінії вулицями Саперно-Слобідською та Великою Китаївською та лінія до Клінічного містечка.
В середині 1920-х ситуація покращилася, проте деякі лінії так і не були відновлені. У цей період до Київського трамвая приєднали приватні лінії: Деміївську, Святошинську і Слобідську. Мережа розширилася також внаслідок прокладання нових ліній: на Соломя'нку (1924) та по Бульйонській (нині — Казимира Малевича) вулиці в бік Деміївки (1926). У Київських трамвайних майстернях починається випуск власних трамвайних вагонів і відтоді аж до кінця 1960-х років Київ майже повністю забезпечував себе трамвайними вагонами власного виробництва.
На початку 1930-х було висунуто ряд проєктів суттєвого розвитку наявної трамвайної мережі, однак лише частину даних проєктів в майбутньому було реалізовано:
- будівництво трамвая по Борщагівській вулиці і далі — в бік Борщагівки (реалізовано частково наприкінці 1960-х, повністю — 1978 року);
- будівництво лінії теперішнім мостом ім. Патона (збудовано в 1954 році);
- будівництво лінії теперішнім Південним мостом (міст збудовано 1991 року, по ньому пролягла лінія метрополітену);
- будівництво трамвая по лінії сучасних вулиць Олени Теліги, Довженка, Гетьмана, Чоколівського бульвару та проспекту Валерія Лобановського (всі вулиці, крім частини вулиці Гетьмана, виникли лише в 1940—1970-х роках; проєкт не реалізовано);
- будівництво лінії Повітрофлотським проспектом (проєкт не втілено).

Таким чином за проєктом трамвай мав охопити всю територію тодішнього міста, однак поява 1935 року тролейбуса перекреслила низку проєктів. Також, при підготовці до відкриття тролейбусного руху було ліквідовано лінії на вулицях Хрещатик та Богдана Хмельницького (Леніна) (в 1934 році). Втім, тоді ж було електрифіковано усі лінії Дарницького бензомоторного трамвая, збудовано лінію у селище ДВРЗ (1936). На правому березі збудовано три невеликі лінії — по вул. Федорова до швейної фабрики (1932), по Дегтярівській вулиці до станції Київ-Лук'янівка (1934) та Тимірязєвській вулиці в район Лисої гори (1935). Також близько 1935 року через реорганізацію руху в районі теперішньої Верховної Ради збудовано лінії по Липській вулиці та Кріпосному провулку.
В той самий час отримав розвитку і вантажний рух, тому в 1930-х роках споруджено лінію по Обсерваторній та Кудрявській вулицях до спиртзаводу.

### Трамвай під час Другої світової війни

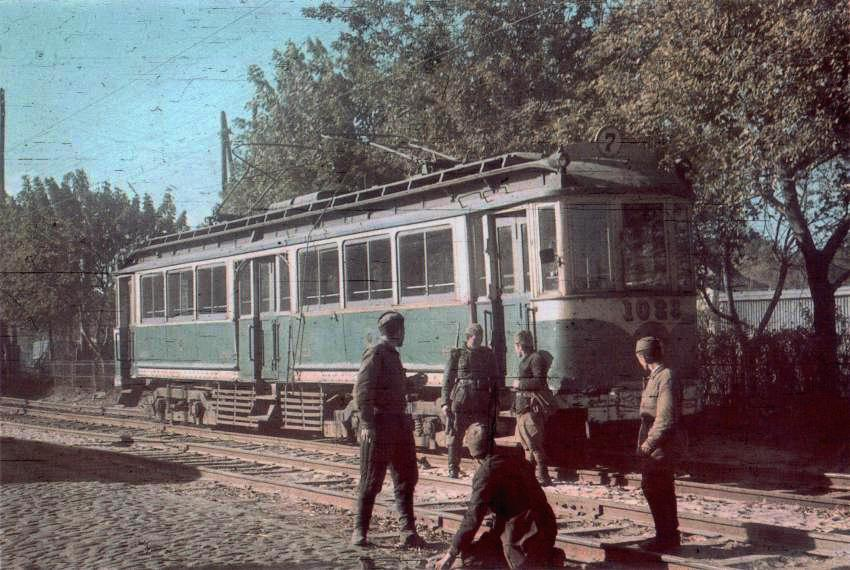
Трамвай в період німецької окупації Києва, 1941 (світлина Й. Хеле).

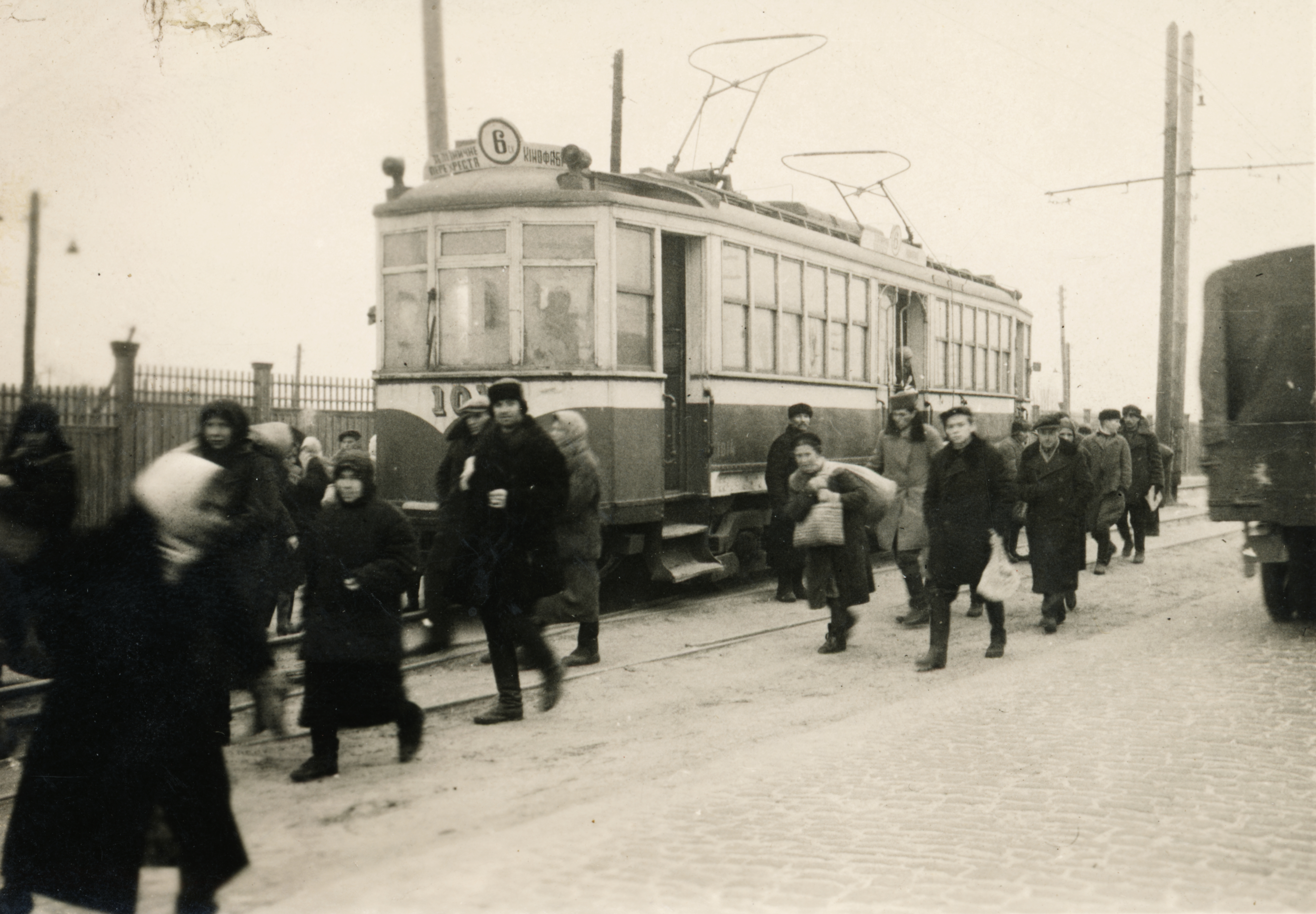
Трамвай № 6, який 1942 року курсував за маршрутом «Залізничне перехрестя — Кінофабрика»

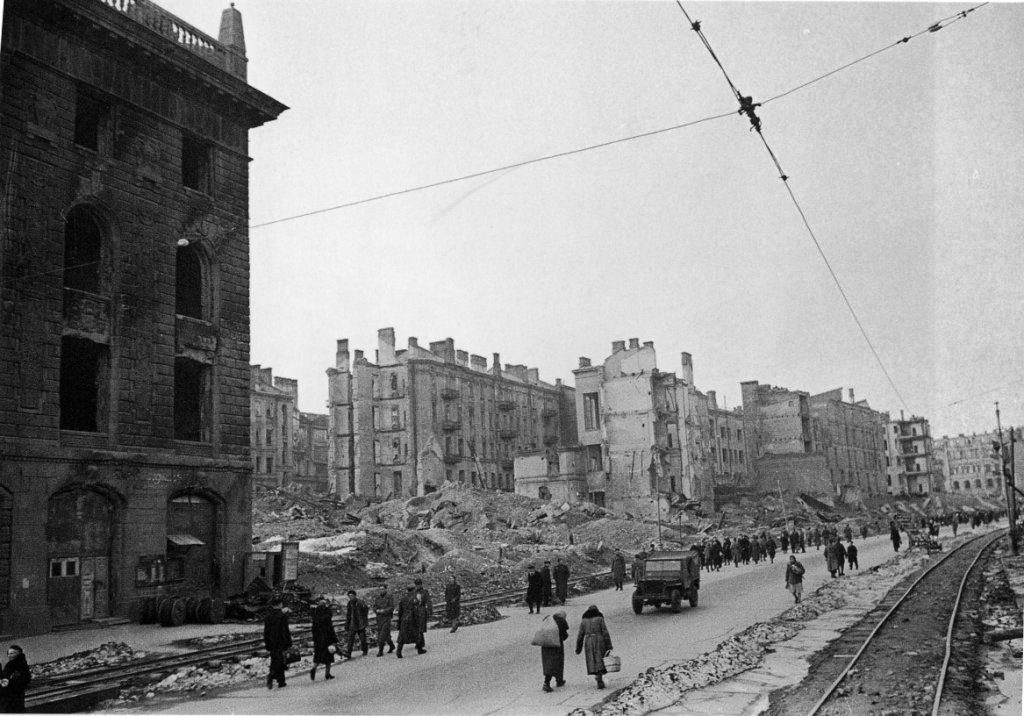
Тимчасові трамвайні рейки, зведені для транспортування вантажів під час відбудови Хрещатика, 1944

Під час Другої світової війни трамвайний рух декілька разів припинявся і відновлювався знову — трамвай не працював певний час у вересні-жовтні 1941 року та у січні-травні 1942-ого, а також в період боїв за Київ та встановлення радянської влади у листопаді 1943 року. Після війни не були відновлені, або були невдовзі закриті, лінії на вулицях Круглоуніверситетській, Прорізній, Михайлівській, Великій Житомирській, Січових Стрільців, Андрющенка, Шолуденка. Також було повністю зруйновано інфраструктуру Київського бензотрамвая.
Під час німецької окупації трамвай був привілейованим транспортом німців. Для місцевого населення у вагонах було обладнано окремі тісні майданчики. Зрештою, трамвай був надто дорогим для слов'ян — вони переважно переміщалися містом пішки. Однак, у воєнний час він і так використовувався більше як для вантажних перевезень, ніж пасажирських. Трамвай був значно задіяний при повоєнній відбудові Києва. Так, було прокладено тимчасову лінію Хрещатиком для вивезення сміття і постачання будматеріалів.

### Період максимального розквіту
З 1950-х років починається поступовий процес, з одного боку, витіснення трамвая з центральної частини міста, а з іншого — його інтенсивний розвиток на околицях (у цей час починається зведення перших житлових масивів). Так, в 1954 році було відкрито трамвайну лінію новоспорудженим мостом імені Патона до сучасної Дарницької площі; в 1955—1956 роках — по Діагональній вулиці (проспект Юрія Гагаріна) до Дарницького шовкового комбінату; в 1957—1958 — по Харківському шосе та Бориспільській вулиці у Нову Дарницю; в 1959 році — в селище ДВРЗ; в 1960 році — через Нову Дарницю до лікарні (по вулицях Ялтинській та Славгородській).
У центральній частині міста було споруджено лише одну значну лінію — в 1951 році. Вона пролягла вулицею Мечникова та Кловським узвозом. Натомість в 1959—1960 роках було закрито лінії, що проходили такими вулицями: Володимирською (від Софійської площі до вулиці Льва Толстого), Ярославовим Валом, Михайла Грушевського, Івана Мазепи, бульваром Тараса Шевченка (від Галицької площі до вулиці Шолуденка) та вулицею Саксаганського (між вулицею Симона Петлюри та площею Перемоги (нині Галицька площа), внаслідок цього зникла можливість функціонування кільцевих маршрутів).
Впродовж 1960-х років було споруджено такі лінії:
- 1961 — по вулицях Шпака та Високовольтній (Миколи Василенка);
- 1962 — по вулицях Ташкентській (через Червоний хутір) та Старонаводницькій (цим було прокладено новий шлях з Печерська в бік Лівобережжя);
- 1963 — по вулицях Миропільській (до Воскресенського масиву) та бульвару Івана Лепсе (до Кисневого заводу);
- 1965 — по вулицях Попудренка (до станції метро «Дарниця»), Пархоменка (Дегтярівській);
- 1967  — по вулицях Солом'янській та Волгоградській;
- 1968 — по проспекту 50-річчя Жовтня (проспект Леся Курбаса).

У 1960-х роках закрито лише дві лінії: на Подолі до ГЕС-2, яка мало використовувалася (1961) та до станції метро «Дарниця» (1968, через відкриття наступної станції метро   «Комсомольська»).
У цей же період у місті з'явився принципово новий тип трамвайних вагонів — чехословацькі Tatra T2 (50 трамваїв) і Tatra T3 (923 трамваї). До сьогодні абсолютну більшість серед вагонів міста складають саме Tatra T3.
Тодішньому керівникові УРСР Шелесту дуже не подобались "циклопи", тобто трамваї з однією фарою посередині. Через те РВЗ-6 були викинуті з Києва, а Tatra T2 перероблені на дві фари, утворивши унікальну київську модифікацію.
У 1950-60 роках більшість київських трамваїв (усі, окрім Татр та РВЗ-6) були жовто-синіми. Після приходу до влади в УРСР українофоба Щербицького, в 1973 році МТВ-82 та КТВ перефарбовані задля боротьби проти проявів дрібнобуржуазного націоналізму.
У 1970-х роках у Києві збудовано лінію від Куренівського ринку на Оболонь. 11 квітня 1977 року було припинено рух першою лінією електричного трамвая — від Поштової до Європейської площі (від 1960 року вона була тупиковою, обслуговувалася двосторонніми вагонами), в 1978 році закрито частину лінії Брест-Литовським проспектом (нині — Берестейський проспект) — від вулиці Шолуденка до станції метро «Завод Більшовик».
30 грудня 1978 року відкрита перша в тодішньому Радянському Союзі лінія швидкісного трамвая від площі Перемоги (нині Галицька площа) до житлового масиву Південна Борщагівка. На цей же рік припав абсолютний максимум розвитку київського трамвая за всю його історію — довжина ліній сягнула 285 км, парк налічував 909 вагонів, а пасажиропотік за рік перевищував 396 млн осіб.
У 1980 році відкрито нову лінію по масиву Оболонь, що сполучила південну та північну частини житлового району. У 1982 році остаточно закрито одну із найдовших ліній — по Брест-Литовському (Берестейському) проспекту: перестала працювати дистанція від станції метро «Завод Більшовик» до перетину із проспектом Палладіна. Того ж року відкрито продовження лінії вулицею Курнатовського до вулиці Кибальчича. У 1985 році закрито лінію по кінцевій частині бульвару Лесі Українки: від площі Лесі Українки до Печерського мосту (була тупиковою і обслуговувалася двосторонніми вагонами). У 1986 році відкрито лінію на новозбудований масив Вигурівщина-Троєщина вулицею Миколи Закревського до вулиці Сабурова. У 1987 році відкрито лінію з Нової Дарниці на новозбудований Харківський масив (по вулиці Тростянецькій). 15 грудня 1987 року закрито останню тупикову лінію в місті — по вулиці Льва Толстого до Університету. Тоді ж було припинено пасажирську експлуатацію останніх двосторонніх трамваїв моделі КТВ-55-2.
Загалом 1980-ті роки були сприятливими для київського трамвая: господарство знаходилося в задовільному стані, було повністю оновлено парк трамвайних вагонів (продовжувалися закупівлі вагонів Tatra T3, а від 1985 року почали надходити чехословацькі трамваї нового покоління — Tatra T6B5).
У 1991 році дистанцію по Гоголівській та Павлівській вулицях було закрито. Наступного року відкрито лінію по Червоногвардійській вулиці (Гната Хоткевича) для скорочення шляху від станції метро «Чернігівська» до ДВРЗ.

### Київський трамвай за часиНезалежності

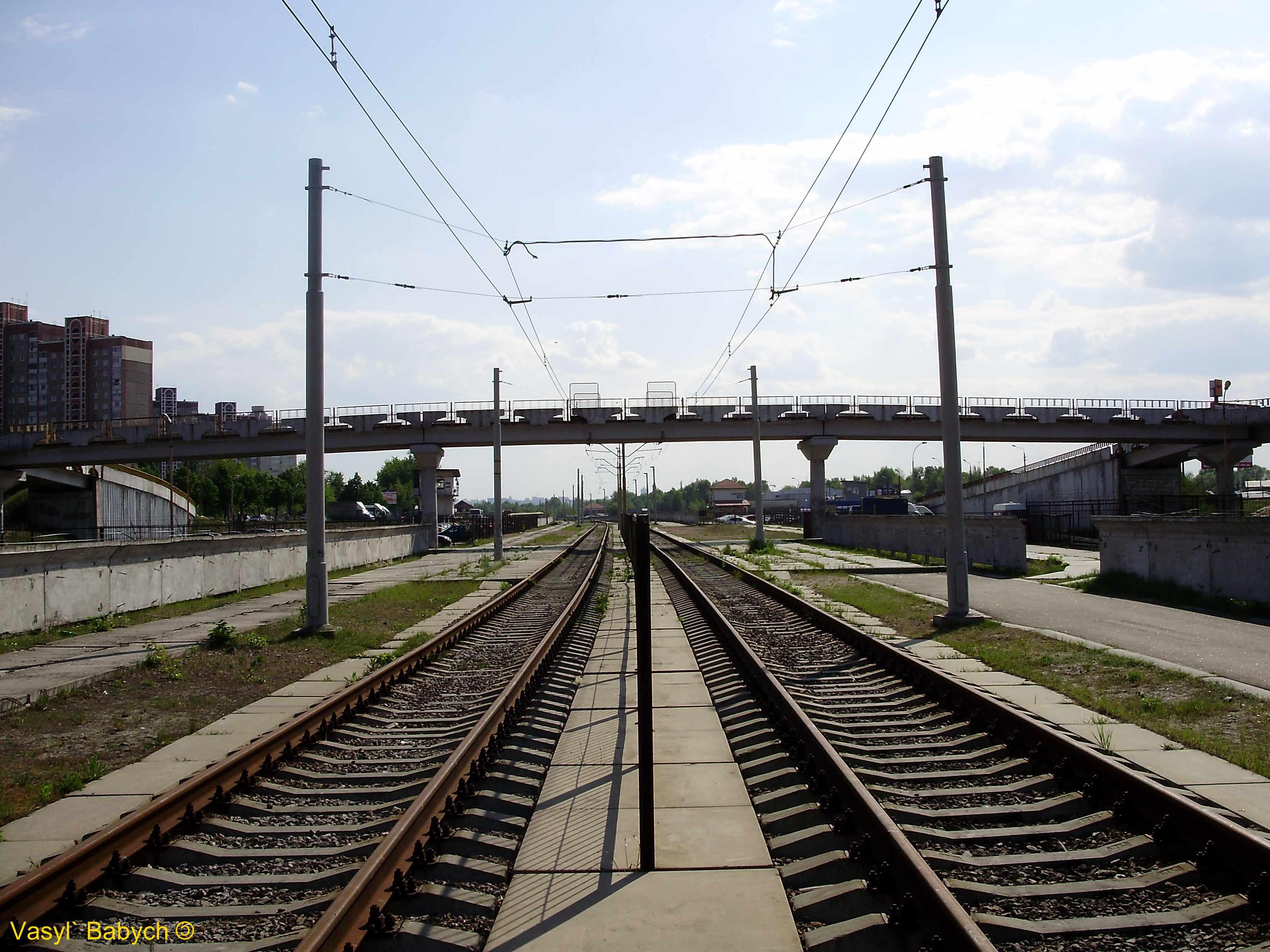
Урочисто відкрита у 2000 році Лівобережна лінія КШТ

У середині 1990-х років, приходом до влади у Києві Олександра Омельченка, у місті почався масовий демонтаж трамвайних колій:
- 1996 — демонтаж колій з вулиці Воровського (нині — Бульварно-Кудрявська);
- 1996 — демонтаж колій з вулиці Комінтерну (нині — Симона Петлюри);
- 1997 — припинено пасажирський рух нижньою частиною Володимирської вулиці;
- 1998 — демонтаж колій від Палацу спорту через Печерськ до мосту Патона;
- 2001 — демонтаж лінії від вулиці Старовокзальної через вулицю Саксаганського до Палацу спорту;
- 2004 — демонтаж колій від зупинки «Площа героїв ВВВ» до Ленінградської площі (нині —  Дарницька площа) через міст Патона. Трамвайна мережа міста була поділена на дві частини: правобережну і лівобережну;
- 2006 — дистанцію лінії на шляхопроводі через залізничні колії (на Харківському шосе) роблять одноколійною.

1994 року споруджено нову лінію по вулиці Миколи Закревського та вулиці Милославській від зупинки «Вулиця Сабурова» до зупинки «Вулиця Милославська».
1995 року проведено реконструкцію лінії по Автозаводській вулиці.
1998 року споруджено нову лінію по вулиці Анни Ахматової та проспекту Петра Григоренка до станції метро   «Позняки».
2000 року відкрито Лівобережну лінію швидкісного трамвая, яку закрили 2009 року на реконструкцію і вдруге відкрили 24 жовтня 2012 року.
Впродовж 2007—2011 роках було проведено реконструкцію траси Правобережної лінії швидкісного трамвая та оновлено рухомий склад з придбанням нових, низькопідлогових вагонів.
У 2005 році Центральне депо імені Шевченка переведене на Південну Борщагівку, а депо імені Красіна і Лук'янівське об'єднані у Подільське, яке розташоване на території колишнього депо імені Красіна (після реконструкції виробничих приміщень). Тоді ж по вулиці Симиренка та проспекту Академіка Корольова збудовано під'їзну службову лінію.
2011 року демонтовано трамвайні колії на Набережному шосе за маршрутом від зупинки «Бульвар Дружби Народів» (міст Патона) через станції метро   «Дніпро» і   «Поштова площа» до станції метро   «Контрактова площа».
24 жовтня 2012 року відкрито реконструйовану і подовжену до станції «Троєщина-2» Лівобережну лінію Київського швидкісного трамвая.
Наприкінці квітня 2021 року підприємство «Київпастранс» оголосило тендер на будівництво швидкісної трамвайної лінії. Це своєчасне техніко-еконічне обґрунтування, за яким повинен бути визначений один з трьох найкращих варіантів проєкту будівництва трамвайної лінії від вулиці Старовокзальної до станції Київського метрополітену   «Палац спорту».

## Рухомий склад

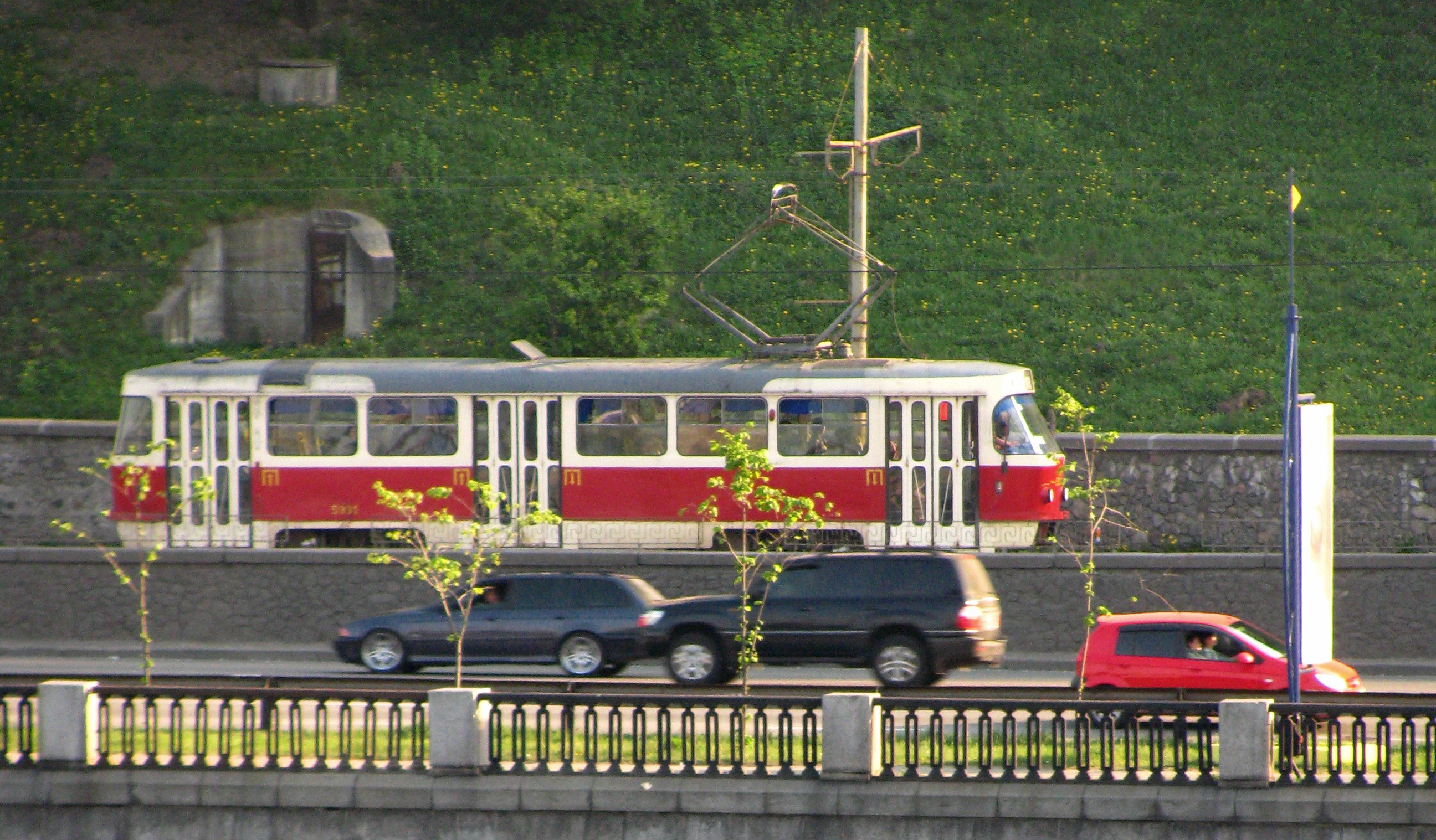
Tatra T3 (№ 5991) на Набережному шосе

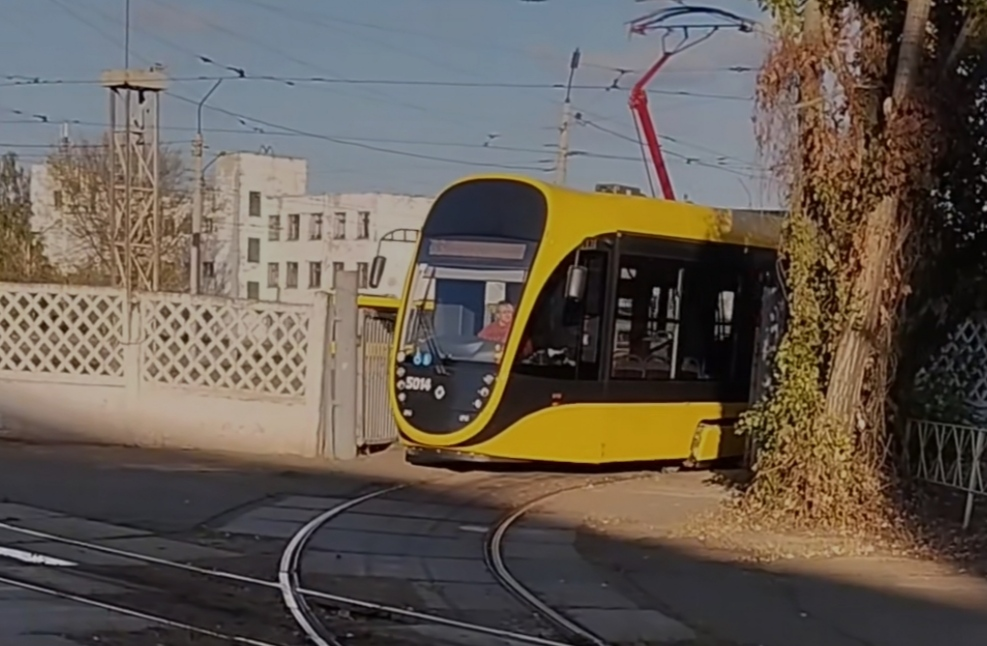
К-1Т306 № 5014 у Дарницькому депо

Станом на 13 червня 2025 року на балансі «Київпастрансу» перебуває 330 пасажирських вагонів, з них експлуатуються — 215, та 50 службових вагонів наступних моделей:
- Tatra T3 — високопідлогові моторні чотиривісні вагони, які почали виготовлятися у 1962 році. Надходили у Київ до 1987 року, коли модельний ряд експортних трамваїв Tatra був остаточно оновлений вагонами T6B5. У Києві мають № 5052—6032 (крім № 5689—5699, 5859—5899, 5995—5999) — всього було придбано 923 таких вагони.[джерело?] Також в період з 2012-2017 рр. до Києва надходили вживані з Праги вагони цієї моделі. Нині у Києві також є декілька модифікацій Т3: Tatra T3SUCS, Tatra T3SU, Tatra T3P. Всього 182 вагони, з них експлуатуються — 105.
- Pesa 71-414K (Fokstrot) — 57 вагонів, з них експлуатуються — 50.
- К-1Т306 — низькопідлогових трисекційний вагон, виготовлений 2021 року підприємством «Татра-Юг» на підприємстві «Південмаш». Всього 20 вагонів, з них експлуатуються — 19.

- KT3UA — 13 вагонів, з них експлуатуються — 8.
- Електрон T5B64 — 11 вагонів, з них експлуатуються — 5.
- Tatra T3G[cs] — 8 вагонів (не експлуатуються).
- К-1М — вагон К-1, але з частково низькою підлогою. Всього 8 вагонів, з них експлуатуються — 5.
- Tatra T6A5 — 7 вагонів, з них експлуатуються — 7.
- Татра-Юг Т6Б5 — 1 вагон, експлуатується.
- Татра Т3UA3 «Каштан» — трамвайні вагони, що збираються у Києві на Київському заводі електротранспорту. Всього 6 вагонів, з них експлуатуються — 5.
- Tatra T6B5SU — високопідлогові моторні чотиривісні вагони. Вони почали надходити з заводу у Празі у 1985 році. Тоді від них очікували «нову еру в еволюції рухомого складу». Наступні постачання припадають на 1988, 1990—1991 роки. За цей час було придбано 95 вагонів (№ 001—077 та 301—318). У 1994 році виробництво вагонів опанував «Південмаш» — тоді столиця придбала ще дві Tatra T6B5 (№ 100, 101). Всього 6 вагонів, з них експлуатуються — 3.
- К-1 — українські односекційні трамвайні вагони, що з 2001 року виробляються підприємством «Татра-Юг» на Дніпровському заводі «Південмаш». Всього 4 вагони, з них експлуатуються — 2.
- К-1М8 — українські трисекційні трамвайні вагони, випускаються з 2006 року підприємством «Татра-Юг» на Дніпровському заводі «Південмаш». Всього 4 вагони, з них експлуатуються — 2.
- K3R-NNP «Каштан» — 1 вагон, експлуатується.
- Богдан TR843 — 1 вагон, експлуатується.
- К-1М6 — трисекційний вагон, виготовлений 2017 року підприємством «Татра-Юг» на підприємстві «Південмаш». Всього 1 вагон, експлуатується.[38]

### Вагони, які раніше експлуатувалися
- ВКЗ — двовісні двосторонні вагони, найперші вагони у місті, які відкривали трамвайний рух. Будувалися на заводі у Коломні, що належав А. Струве. Всього 1892 року надійшло 6 вагонів, що були списані 1909 року. 1988 року КЗЕТ на підставі креслень та фото виготовив вагон, подібний до ВКЗ.
- Гербрандт — двовісні двосторонні вагони, що надходили у Київ починаючи з 1894 року, вироблялися на заводі «Гербрандт» (деякі — у Київських трамвайних майстернях). Перші вагони отримали № 7—28, у 1895—1901 та 1911—1914 роках надійшло ще 93 вагони (№ 37—39, 51—66, 101—119, 401—439 та 501—516), 1903 року надійшли 6 вагонів (№ 601—606): всього 122 вагони. Перші вагони переважно були списані вже у 1908—1913 роках і до 1917—1918 років допрацювало лише 15 вагонів, більшість з яких скоріш за все були списані наприкінці 1920-х років. Інші вагони допрацювали до 1920—1930-х років, коли на їх зміну надійшли новіші моделі вагонів. Жоден з вагонів цієї моделі не зберігся, однак багато з них потрапили на поштівки міста тих часів.
- Пульман — чотиривісні двосторонні вагони, які вперше надійшли у Київ з Нюрнберзького заводу у 1902 році (2 вагони). Наступні постачання датуються 1907, 1909, 1911 (по 20 вагонів цього заводу), 1913 (7 вагонів Нюрнберзького та 7 — бельгійського виробництва) роками. Ще 9 вагонів надійшли в 1932—1933 роках з заводу імені Домбаля. Всього — 85 вагонів, які мали № 1001—1085. Ці вагони експлуатувалися до кінця 1950-х років, коли розпочалося стрімке оновлення рухомого складу. Пізніше багато з них зазнали модернізації і перебудови у КТВ-55 та КТВ-55-2, тому деякі з них дійшли до нашого часу.
- М1 — чотиривісні моторні вагони, які вироблялися на Київському заводі електротранспорту з 1938 року. Всього було виготовлено 9 вагонів (№ 1101—1109). Їх вважали зразково-показовими, тому вони курсували лише тими маршрутами, що пролягали центром міста.
- КТМ/КТП-1 — двовісні вагони, які випускалися у двох варіантах: моторному (КТМ-1) та причіпному (КТП-1) Усть-Катавським вагонобудівним заводом з 1948 року. Тоді ж вони і почали надходити в Київ. Моторні мали № 5хх, причіпні — № 1хх. Коли у 1960-х велася активна заміна рухомого складу, вагони КТМ списувалися та передавалися до інших міст, зокрема, Дніпра, Кривого Рогу, Маріуполя та Миколаєва).
- МТВ-82 — чотиривісні моторні вагони, які випускалися у Ризі. У Київ вони поставлялися чотирма партіями: в 1949, 1954, 1953 та 1964 роках. Остання партія складалася з вагонів, що до цього експлуатувалися у Кривому Розі. Вагони МТВ мали № 1201—1305, 1321—1387, 1501—1582 і експлуатувалися до 1984 року. Нині частина з них експлуатується як службові, серед них і вагон № 1201.
- РВЗ-6 — чотиривісні моторні вагони, наступники МТВ-82. Всього у Києві було 40 таких вагонів (№ 1601—1640). Вони закуповувалися на початку 1960-х років, коли вже було взято курс на «Татри». Це призвело до того, що всі РВЗ було передано іншим містам.
- КТВ-55/КТП-55/КТВ-55-2 — серія чотиривісних вагонів, які з 1955 року виробляв Київський завод електротранспорту. Модифікації: КТВ-55 — односторонні моторні вагони (№ 11хх), КТП-55 — односторонні причіпні вагони (№ 10хх), КТВ-55-2 — двосторонні моторні вагони (№ 20хх). Спочатку було організовано випуск односторонніх вагонів, але згодом, зважаючи на потребу Києва у двосторонніх вагонах для тупикових ліній, розпочато виробництво двосторонніх. Вони не мали альтернативи, тому їх було випущено більше, ніж односторонніх. Чимало з них у переробленому вигляді працюють як службові.
- ЛМ-57 — чотиривісний моторний вагон Ленінградського виробництва. Один такий вагон (№ 5001) був подарований 1957 року. Києву з надією на подальші закупівлі, але цього не сталося. Працював до 1967 року.
- Tatra T2 — чотиривісні трамвайні вагони, які почали надходити до Києва у 1960 році. Всього було придбано 50 таких вагонів (№ 5002—5051) — їм на заміну в 1962 році прийшли сучасніші Tatra T3. Вагони Tatra T2 експлуатувалися до середини 1980-х років (один з них зберігся як службовий).
- 71-154М-К.

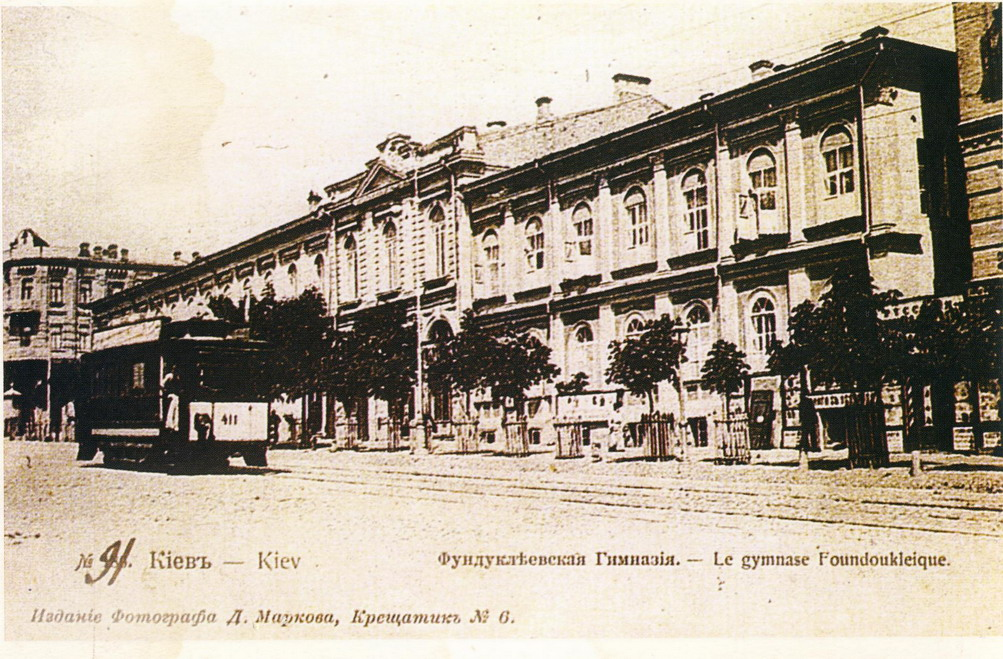
Гербрандт (1900-ті)
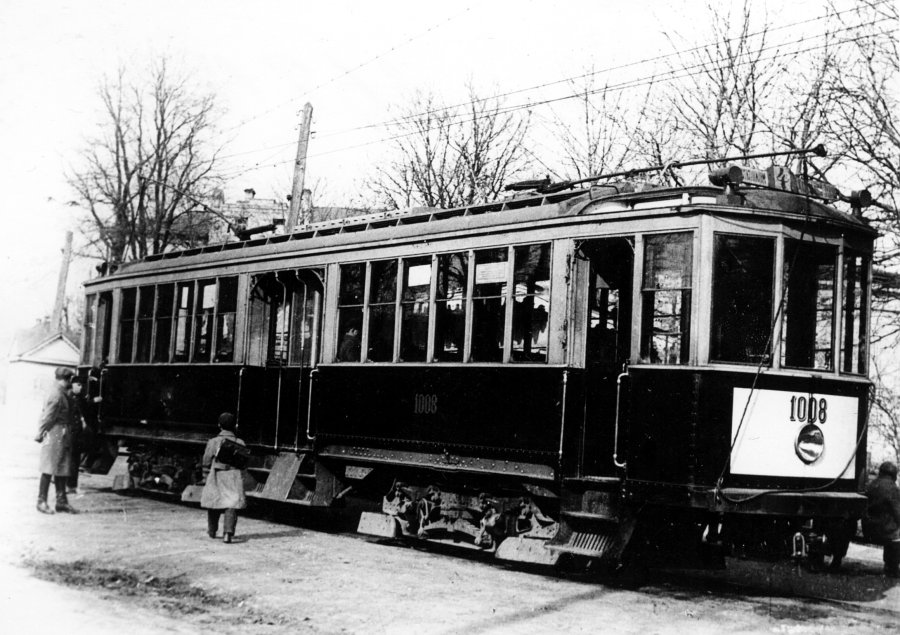
Пульман (1930)
Tatra T2 на вулиці Сагайдачного  (1970-ті)

## Пам'ятник ретротрамваю

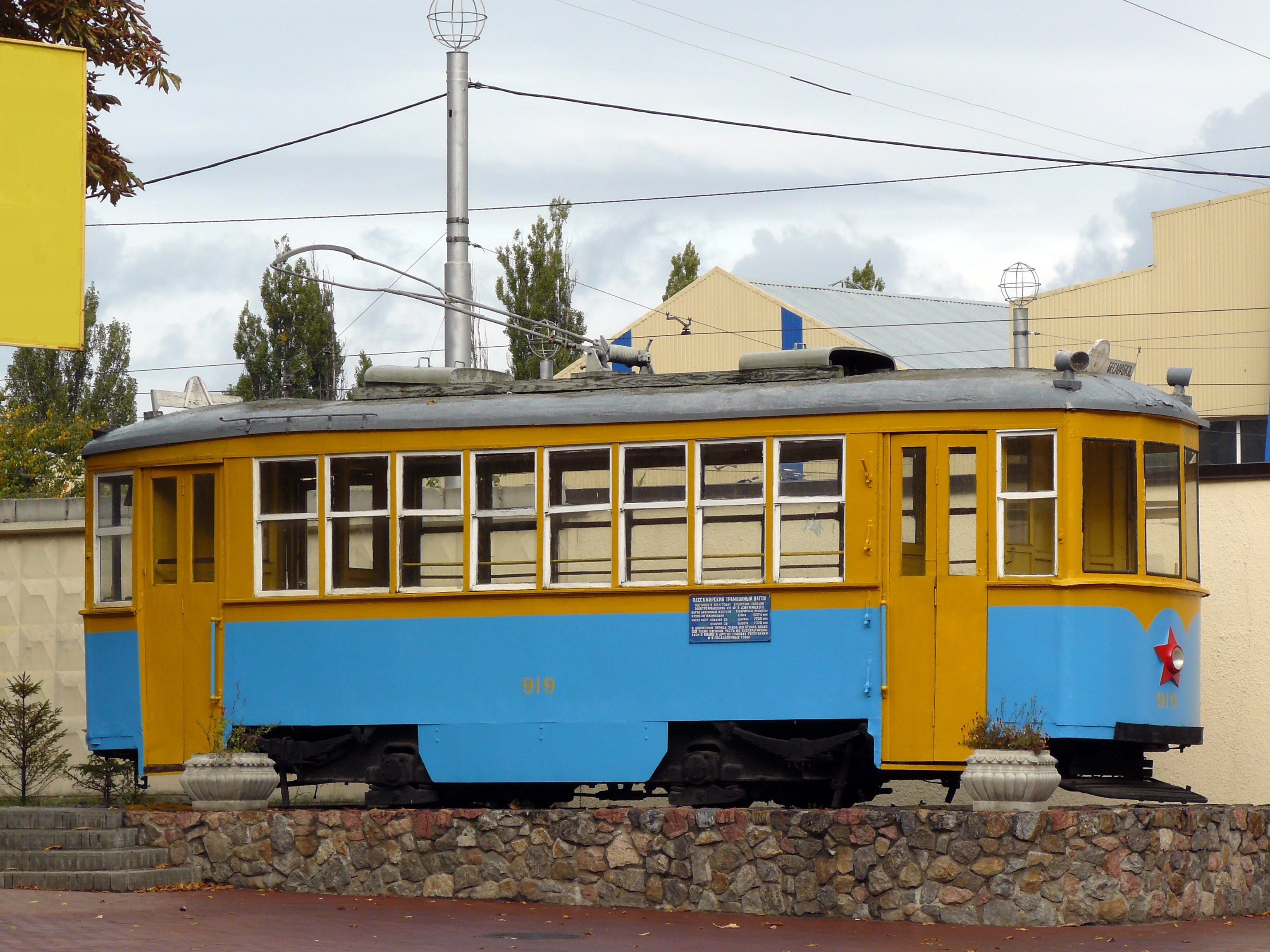
Пам'ятник ретротрамваю типу 2М (№ 919)

У 1986 році перед Подільським трамвайним депо був встановлений пам'ятник ретротрамваю типу 2М (№ 919) 1928 року побудови, виготовлений на Київському заводі електроніки імені Ф. Дзержинського. Вагон курсував Києвом до липня 1949 року. 8 липня 1949 року вагон був переданий у Конотоп, звідки повернувся до Києва у 1986 році. Такі вагони на підприємстві виготовлялися масово, мали дерев'яний кузов, металеву раму й неповоротні візки. З Києва вагони постачалася до інших міст України та РФ.
Попереднє керівництво КП «Київпастранс» вирішило відреставрувати ретротрамвай. 22 грудня 2015 року трамвай було знято з постаменту, з можливістю його подальшої експлуатації після реконструкції та вивезено на територію музея «Київпастранс» ІЕРЦ (на вул. Павла Усенка). Звідти у липні 2017 року кузов передано на територію автобусного СТО, де у серпні того ж року почали виготовляти репліку, яка змогла б їздити по трамвайних коліях Києва, візок із використанням оригінальних деталей та агрегатів початку ХХ століття, проте згодом чомусь було вирішено передати трамвай та усі виготовлені елементи до Харкова.
14 лютого 2022 року, за тиждень до російського вторгнення в Україну, ретротрамвай був переданий у Харків на реконструкцію на одне із транспортних підприємств (звичайне СТО з обслуговування автомобілів). Наразі ретротрамвай досі перебуває у Харкові у занедбаному стані.

## Трамвайні депо
Сьогодні у Києві є три трамвайні депо:
- Дарницьке трамвайне депо
  - Адреса: вулиця Павла Усенка, 6;
  - Маршрути: 4, 5, 8, 22, 23 , 28,  27 (28Д) , 29, 32, 33, 35;
  - Рухомий склад: Татра Т3, Tatra T6B5, Tatra T6A5, К-1, К-1М, К-1М6, T3UA-3 «Каштан», КТ3UA, Богдан TR843, Pesa 71-414K, К-1Т306.
- Подільське трамвайне депо
  - Адреса: вулиця Кирилівська, 132;
  - Маршрути: 11, 12, 14, 15, 16, 17, 18, 19; (15 частково складається з рухомого складу депо ім. Шевченка, 14,18 тимчасово не працюють через ремонт колії по вул. Глибочицька)
  - Рухомий склад: Татра Т3; Татра Т6В5 (один екскурсійний 001)
  - Депо утворене 2005 року шляхом об'єднання 2 депо: імені Красіна та Лук'янівського.
- Трамвайне депо імені Шевченка
  - Адреса: проспект Академіка Корольова, 7;
  - Маршрути: 1, 2, 3; (18 вагони депо ім. Шевченка - К1 та К1М, 15)
  - Рухомий склад: K3R-NNP «Каштан», К-1, К-1М8, К-1М, 71-154М-К, Електрон T5B64, Pesa 71-414K;
  - До 2005 року депо знаходилося на Новій Забудові.

## Інфраструктура

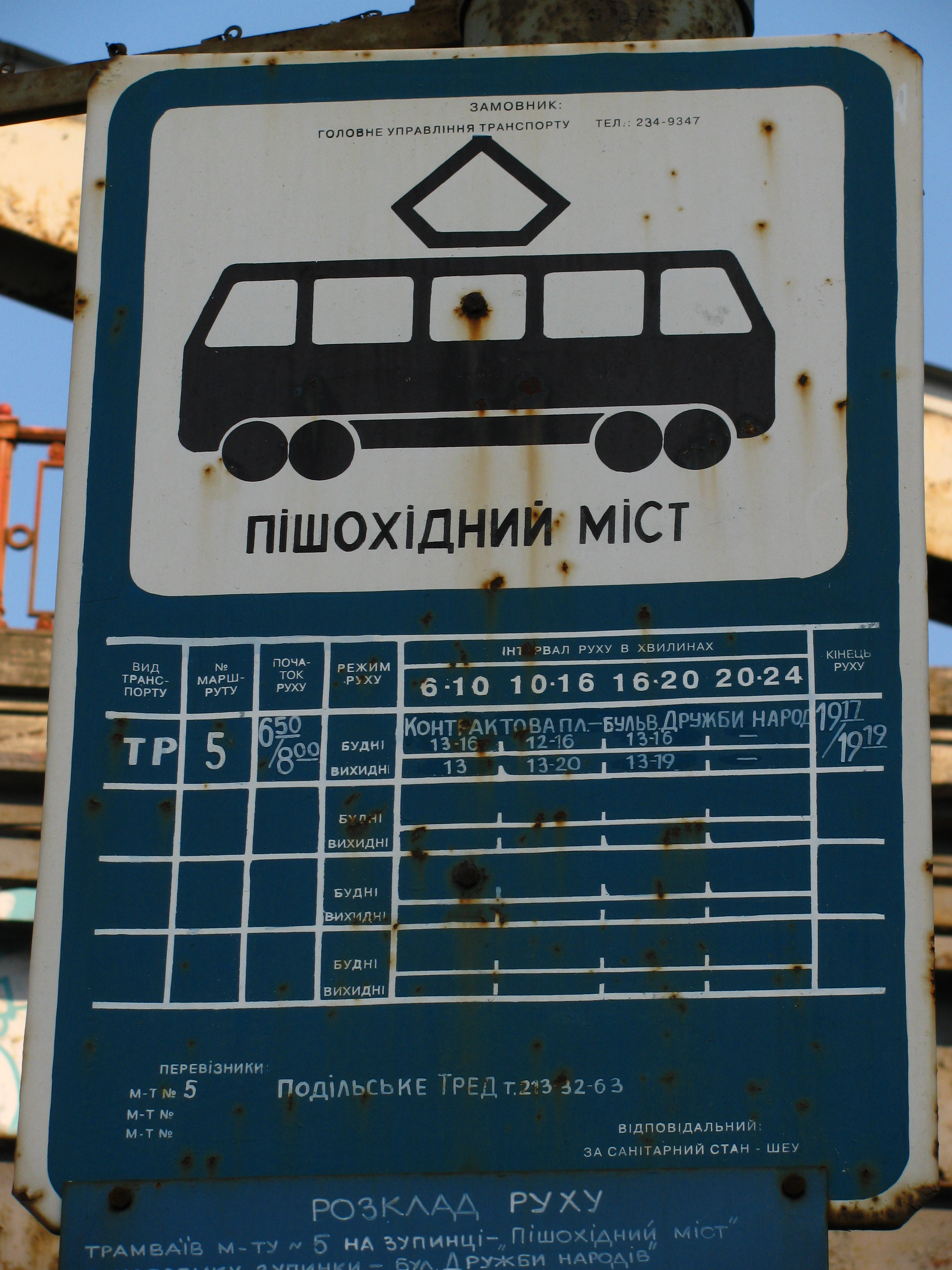
Знак старого зразка на трамвайній зупинці

Господарство КП «Київпастранс» сьогодні налічує близько 70 км двосторонньої колії. 15 % з них (близько 10 км) — швидкісна лінія, що після реконструкції є безшумною. Трамвайні маршрути Києва нараховують 23 розворотні кільця та близько 350 зупинок (в односторонньому режимі), всі з яких обладнані розпізнавальними знаками, на яких вказано також інтервали руху маршрутів, що зупиняються на даній зупинці.
Колись єдина мережа київського трамвая сьогодні розділена на дві: Лівобережну і Правобережну. Лівобережна мережа налічує 12 маршрутів (в тому числі швидкісні № 4 і 5, а також № 8, 22, 23, 25, 28, 28д, 29, 32, 33, 35) і обслуговується Дарницьким депо. Правобережна налічує 11 маршрутів (в тому числі швидкісні № 1, 2 і 3, а також № 11, 12, 14, 15, 16, 17, 18, 19) і обслуговується Подільським трамвайним депо та Депо імені Шевченка.
У Києві немає однорівневих перетинів трамвая та залізниці, а також трамвайно-залізничних гейтів. Але до 2005 року, поки трамвайне депо імені Шевченка розміщувалося на вулиці Горького (нині — вулиця Антоновича), 54, існував гейт, що сполучав його з коліями залізничної станції Київ-Товарний. Гейт був електрифікований (напруга 600 В).

## Оплата проїзду

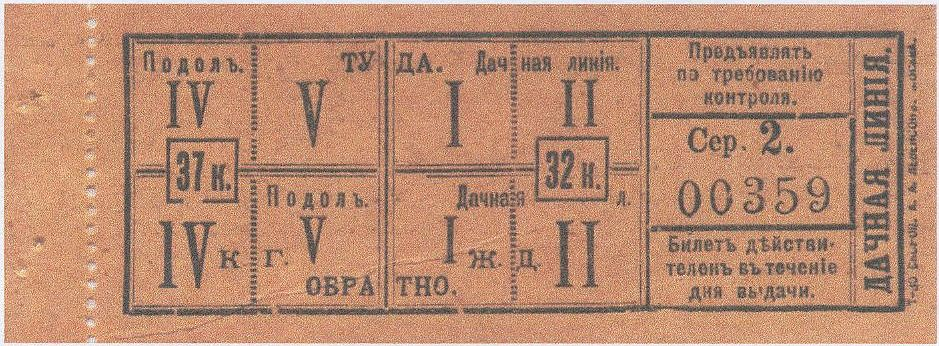
Трамвайний квиток періоду Російської імперії

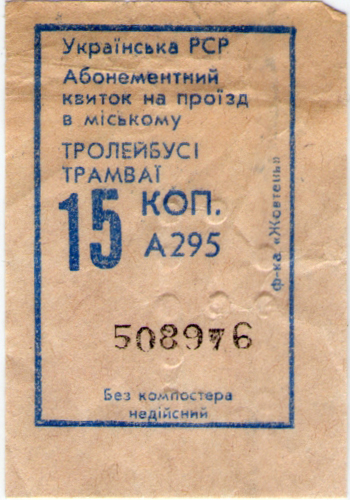
квиток на тролейбус або трамвай вартістю 15 радянських копійок

Від початку існування і до середини 1931 року вартість проїзду в трамваях була диференційовано залежною від відстані. Маршрути були поділені на тарифні ділянки. За першу ділянку поїздки пасажир платив 5 копійок, а за кожну наступну — по 3 копійки. З 1925 року тарифні ділянки так були перевлаштовані під маршрути, що кожен маршрут був розділений на три таких ділянки. Квиток на проїзд однією ділянкою коштував 10 копійок, двома — 15, трьома — 20.
У 1931 році запровадили єдиний тариф, відмовилися від кондукторів і запровадили спеціальні каси для оплати проїзду, а згодом встановили компостери. Проїзд став коштувати 15 копійок. І лише поїздки в Пущу-Водицю та Святошин коштували дорожче.
У 1970–1980-х роках вартість проїзду становила 3 копійки (трамвай був найдешевшим видом транспорту), на лінії швидкісного трамвая — 5 копійок. Згодом відбулося підвищення до 15, потім — до 30 копійок.
У 2000—2008 роках вартість проїзду становила 50 копійок, згодом — 1 гривню 50 копійок.
З 7 лютого 2015 року вартість становила 3 гривні, а 15 липня 2017 року вартість підвищилася до 4 гривень.
Перші абонементні талони на декілька поїздок були запроваджені на Святошинському трамваї. Існувала також система знижок. Ними, зокрема, користувалися студенти університету, політехніки, кадетського корпусу та інших училищ. На теперішній час пасажирам пропонується великий асортимент абонементних талонів різного терміну (на 1, 7, 15 діб, місяць та більше). Квитки можна придбати у спеціалізованих кіосках на зупинках та кіосках з пресою, в кондуктора або водія (у трамваях без кондукторів, а таких — більшість, пасажирів обслуговує водій). Квиток необхідно закомпостувати — без відмітки компостера він вважається недійсним. Штраф за безквитковий проїзд чи незакомпостований квиток становить 60 гривень (двадцятикратний розмір вартості проїзду). 3 2012 року було введено квитки для «електронного компостування» на лінії швидкісного трамвая.
З 14 липня 2021 року обіг паперових квитків у трамваях припинився повністю, оплата проїзду здійснюється лише електронним квитком.

### Вартість проїзду
За книгою Павла Пещеренка «Билет на киевский трамвай» та вебсторінкою «Пам'яті київських трамваїв» [Архівовано 17 Вересня 2016 у Wayback Machine.]:
| Період                  | Ціна                | Примітки                                                                |
| ----------------------- | ------------------- | ----------------------------------------------------------------------- |
| ? — 10.11.1914          | 5 копійок           | 5 коп. за 1 ділянку + 3 коп. за кожну наступну                          |
| 10.11.1914 — 17.09.1916 | 6 копійок           | тариф 5 коп. за 1 ділянку + 1 коп. військового податку                  |
| 18.09.1916 — 12.1917    | 7 копійок           | тариф 5 коп. за 1 ділянку + 2 коп. військового податку                  |
| 12.1917 — 03.06.1918    | 20 копійок          | 20 коп. за 1 ділянку, 35 к. за 2 ділянки + 10 коп. за кожну наступну    |
| 04.06.1918 — 10.08.1918 | 30 копійок          | тариф 20 коп. за 1 ділянку + 10 коп. збору для міста                    |
| 11.08.1918 — 13.09.1918 | 60 копійок          | тариф 50 коп. за 1 ділянку + 10 коп. збору для міста                    |
| 14.09.1918 — 13.11.1918 | 30 копійок          | тариф 20 коп. за 1 ділянку + 10 коп. збору для міста                    |
| 14.11.1918 — 28.02.1919 | 75 копійок          |                                                                         |
| 01.03.1919 — 21.06.1919 | 1 карбованець       |                                                                         |
| 22.06.1919 — 17.11.1919 | 3 карбованці        |                                                                         |
| 18.11.1919 — ?          | 5 карбованців       |                                                                         |
| серпень 1920            | 30 карбованців      |                                                                         |
| 16.08.1921 — 31.10.1921 | 1000 карбованців    |                                                                         |
| 01.11.1921 — 12.1921    | 2000 карбованців    |                                                                         |
| 01.12.1921 — 14.02.1922 | 50 копійок          | Вартість нових грошових знаків становила: 10 копійок = 1000 карбованців |
| 15.02.1922 — 21.02.1922 | 1 карбованець       |                                                                         |
| 22.02.1922 — 04.03.1922 | 1 крб. 10 коп.      |                                                                         |
| 05.03.1922 — 14.03.1922 | 1 крб. 50 коп.      |                                                                         |
| 12.05.1922 — 14.07.1922 | 15 карбованців      | 5 крб. — вартість поїздки на Михайлівському підйомі                     |
| грудень 1922            | 100 карбованців     | 50 крб. — вартість поїздки на Михайлівському підйомі                    |
| січень 1923             | 1 карбованець       |                                                                         |
| 01.08.1923 — 15.08.1923 | 10 карбованців      | 5 крб. — вартість поїздки на Михайлівському підйомі                     |
| кінець 1923             | 125 карбованців     |                                                                         |
| березень 1924           | 10 копійок          | за 1 ділянку                                                            |
| 01.10.1925 — 01.10.1929 | 8 копійок           | за 1 ділянку                                                            |
| 01.10.1929 — 14.04.1931 | 10 копійок          | за 1 ділянку                                                            |
| 15.04.1931 — ?          | 15 копійок          |                                                                         |
| 18.10.1941 — 14.11.1941 | 30 копійок          | за 1 ділянку                                                            |
| 15.11.1941 — ?          | 50 копійок          |                                                                         |
| 01.06.1942 — 10.07.1942 | 1 карбованець       |                                                                         |
| 01.01.1944 — 01.11.1944 | 40 копійок          |                                                                         |
| 01.11.1944 — 01.12.1945 | 20 копійок          |                                                                         |
| 01.12.1945 — 09.09.1947 | 15 копійок          |                                                                         |
| 10.09.1947 — 31.12.1960 | 30 копійок          |                                                                         |
| 01.01.1961 — 01.04.1987 | 3 копійки           | Проведено грошову реформу за курсом 10:1                                |
| 01.04.1987 — 01.04.1991 | 5 копійок           |                                                                         |
| 02.04.1991 — 01.01.1992 | 15 копійок          |                                                                         |
| 02.01.1992 — 30.04.1992 | 30 копійок          |                                                                         |
| 01.05.1992 — 5.12.1992  | 50 копійок          |                                                                         |
| 26.12.1992 — 04.06.1993 | 5 карбованців       |                                                                         |
| 05.06.1993 — 09.09.1993 | 10 карбованців      |                                                                         |
| 10.09.1993 — 05.12.1993 | 20 карбованців      |                                                                         |
| 06.12.1993 — 31.10.1994 | 100 карбованців     |                                                                         |
| 01.11.1994 — 31.01.1995 | 1000 карбованців    |                                                                         |
| 01.02.1995 — 06.09.1995 | 5000 карбованців    |                                                                         |
| 07.09.1995 — 06.02.1996 | 10000 карбованців   |                                                                         |
| 01.09.1996 — 14.12.1996 | 20 копійок          | Введено гривню: 20000 крб. = 20 копійок                                 |
| 15.12.1996 — 2001       | 30 копійок          |                                                                         |
| 2001 — 2008             | 50 копійок          |                                                                         |
| 2008 — 2015             | 1 гривня 50 копійок |                                                                         |
| 2015 — 2017             | 3 гривні            |                                                                         |
| 2017 — 2018             | 4 гривні            |                                                                         |
| 2018 — донині           | 8 гривень           |                                                                         |

## Проблеми

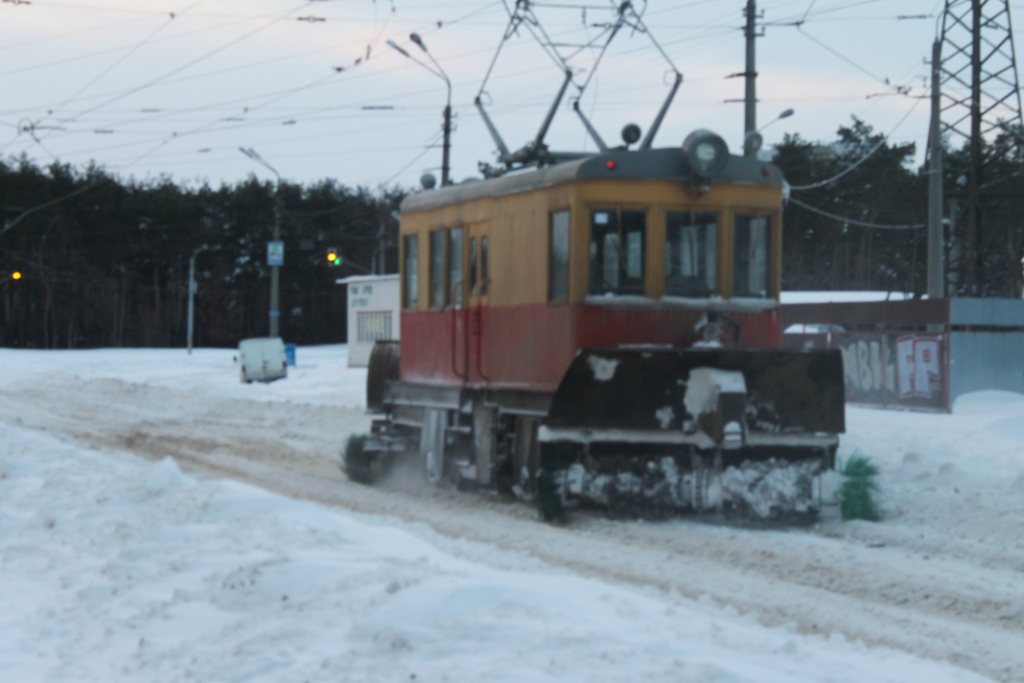
Снігоприбиральний трамвай на паралізованій снігом ділянці по вул. Миропільській, 24 березня 2013

Основною сучасною проблемою київського трамвая є масштабні трамвайні ліквідації, що відбувалися з середини 1990-х років, переважно, за влади Олександра Омельченка. Зокрема, при реконструкції мосту Патона, з нього було знято трамвайні колії, що спричинило розділення київського трамвая на дві мережі: лівобережну і правобережну. Для боротьби з неконтрольованими ліквідаціями у 2003 році створено громадську організацію «Комітет «Кияни за громадський транспорт»», якій вдалося дещо зупинити скорочення трамвайної мережі.
З приходом адміністрації Леоніда Черновецького ставлення до трамваїв пом'якшилося — розпочалася реконструкція деяких ліній та обіцяно оновлення рухомого складу:
|  | На жаль, попередньою владою трамвайне господарство міста було практично зруйноване, лівобережна та правобережна частини міста були роз’єднані – це була помилка, яку ми зараз виправляємо. Востаннє трамвайний рухомий склад поповнювався у 1994 році. Сьогодні ми розпочинаємо співпрацю з поважною компанією Siemens, вже готова умова, яка передбачає виробництво трамваїв європейського зразка в Києві |

Суттєвою проблемою є застарілий та зношений рухомий склад, який, однак, невеликими темпами проходить капітальний ремонт. Обіцяне мером оновлення досі не розпочалося. Проблематичним є також питання реконструкції шляхів.
Загалом, нині київський трамвай перебуває в стані занепаду — за невеликий проміжок часу його функції в транспортній системі міста різко і штучно скорочувалися, були втрачені колишні пасажиропотоки. Роль цього виду транспорту в Києві відійшла на задній план. Критики трамвая з-поміж місцевої влади у галузі рейкового транспорту протиставляють трамвай швидшому метро, а серед міського електротранспорту — тролейбусам, експлуатація яких в короткотерміновому аналізі дешевша.

## Перспективи

### Реконструкції наявної інфраструктури
В найближчі роки планується капітальна реконструкція ліній по вулиці Дмитрівська і на площі Шевченка. Тоді ж планується реконструкція зупинки біля метро Чернігівська, там облаштують підвищені платформи та турнікети, окрім зупинки, реконструюють лінію від проспекту Алішера Навої до вул. Гната Хоткевича.
До 2021 року передбачена комплексна реконструкція зупинки «Контрактова площа» і прилеглих до неї ліній.
Також передбачена реконструкція лінії від вулиці Милославської до Дарницького вокзалу.

### Будівництво нових ліній
У 2021 році Київрада ухвалила рішення про продовження швидкісного трамвая до Палацу спорту, але проєктування станом на кінець 2021 року не розпочато. В 2022 році завершать реконструкцію з продовженням до Автогеного заводу тієї ж лінії . Однак реалізація прокладання трамвайних колій у напрямку вулиці 9 травня серйозно ускладнюється наявністю на цій ділянці двох залізничних мостів з обмеженням висоти транспорних засобів (і, відповідно, розташування контактної мережі) у 3,6 м.
Планується запустять лінію трамваю-поїзду, за маршрутом[джерело?]: Милославська — Троєщина — Лівий Берег — Видубичі — Вокзал — Караваєві Дачі і Дарниця — Лівий Берег — Видубичі — Вокзал — Кільцева дорога. 
До 2023 року планується будівництво нової лінії по вулиці Ахматової та Дніпровській набережній від проспекту Григоренка до станції метро «Осокорки».
Згідно генплану до 2025 року планується будівництво нової лінії, у найближчі 7 років, по вулиці Івана Сергієнка від вулиці Усенка до Карельського провулка, на той же період передбачено подовження лінії по вулиці Бориспільській до Шлакоблока. А також, будівництво лінії вулицями Коперника та Бердичівській і спорудження поворотної кривої з вулиці Добрининської на Автозаводську.

## Маршрути

### Активні маршрути
| Легенда |  |              |  |          |                                     |                              |
| \| \| \| \| \| \| Депо ім. Шевченка \| \| \| \| \| \| \| \| Михайлівська Борщагівка \| \| \| \| \| \| \| \| вул. Вахтанга Кікабідзе \| \| \| \| \| \| \| \| вул. Григоровича-Барського \| \| \| \| \| \| \| \| \| \| \| \| \| \| \| \| вул. Олександра Махова \| \| \| \| \| \| \| \| вул. Зодчих \| \| \| \| \| \| \| \| \| \| \| \| \| \| \| \| бул. Миколи Руденка \| \| \| \| \| \| \| №2, №3 \| вул. Василя Доманицького \| вул. Василя Доманицького \| \| \| \| \| \| \| \| \| \| \| \| \| \| \| Гната Юри \| \| \| \| \| \| \| \| Івана Дзюби +зал \| \| \| \| \| \| \| \| Алмаз – Берестейська \| \| \| \| \| \| \| \| Борщагівка-Технічна – Святошин \| \| \| \| \| №14, №15 \| \| №14, №15 \| Вацлава Гавела +трам №14, 15 \| Вацлава Гавела +трам №14, 15 \| \| \| \| \| \| \| Академіка Шалімова \| \| \| \| \| \| \| \| Національний авіаційний університет \| \| \| \| \| \| \| \| Індустріальна \| \| \| \| \| \| \| \| Олекси Тихого \| \| \| \| \| \| \| \| Політехнічна +M \| \| \| \| \| \| \| \| Повітрофлотська \| \| \| \| \| \| \| \| Площа Галицька \| \| \| \| \| \| \| №15, №18 \| \| \| \| \| \| \| \| \| \| \| \| \| \| \| \| \| \| \| \| \| \| \| \| \| Старовокзальна +M +зал \| \| \| \| \| +трам №15,18 \| \| \| \| \| \| \| \| \| \| \| \| \| |  |              |  |          |                                     |                              |
| |  |              |  |          | Депо ім. Шевченка                   |                              |
| |  |              |  |          | Михайлівська Борщагівка             |                              |
| |  |              |  |          | вул. Вахтанга Кікабідзе             |                              |
| |  |              |  |          | вул. Григоровича-Барського          |                              |
| |  |              |  |          |                                     |                              |
| |  |              |  |          | вул. Олександра Махова              |                              |
| |  |              |  |          | вул. Зодчих                         |                              |
| |  |              |  |          |                                     |                              |
| |  |              |  |          | бул. Миколи Руденка                 |                              |
| |  |              |  | №2, №3   | вул. Василя Доманицького            | вул. Василя Доманицького     |
| |  |              |  |          |                                     |                              |
| |  |              |  |          | Гната Юри                           |                              |
| |  |              |  |          | Івана Дзюби +зал                    |                              |
| |  |              |  |          | Алмаз – Берестейська                |                              |
| |  |              |  |          | Борщагівка-Технічна – Святошин      |                              |
| |  | №14, №15     |  | №14, №15 | Вацлава Гавела +трам №14, 15        | Вацлава Гавела +трам №14, 15 |
| |  |              |  |          | Академіка Шалімова                  |                              |
| |  |              |  |          | Національний авіаційний університет |                              |
| |  |              |  |          | Індустріальна                       |                              |
| |  |              |  |          | Олекси Тихого                       |                              |
| |  |              |  |          | Політехнічна +M                     |                              |
| |  |              |  |          | Повітрофлотська                     |                              |
| |  |              |  |          | Площа Галицька                      |                              |
| |  |              |  | №15, №18 |                                     |                              |
| |  |              |  |          |                                     |                              |
| |  |              |  |          |                                     |                              |
| |  |              |  |          | Старовокзальна +M +зал              |                              |
| |  | +трам №15,18 |  |          |                                     |                              |
| |  |              |  |          |                                     |                              |

|  |  |              |  |          | Депо ім. Шевченка                   |                              |
|  |  |              |  |          | Михайлівська Борщагівка             |                              |
|  |  |              |  |          | вул. Вахтанга Кікабідзе             |                              |
|  |  |              |  |          | вул. Григоровича-Барського          |                              |
|  |  |              |  |          |                                     |                              |
|  |  |              |  |          | вул. Олександра Махова              |                              |
|  |  |              |  |          | вул. Зодчих                         |                              |
|  |  |              |  |          |                                     |                              |
|  |  |              |  |          | бул. Миколи Руденка                 |                              |
|  |  |              |  | №2, №3   | вул. Василя Доманицького            | вул. Василя Доманицького     |
|  |  |              |  |          |                                     |                              |
|  |  |              |  |          | Гната Юри                           |                              |
|  |  |              |  |          | Івана Дзюби +зал                    |                              |
|  |  |              |  |          | Алмаз – Берестейська                |                              |
|  |  |              |  |          | Борщагівка-Технічна – Святошин      |                              |
|  |  | №14, №15     |  | №14, №15 | Вацлава Гавела +трам №14, 15        | Вацлава Гавела +трам №14, 15 |
|  |  |              |  |          | Академіка Шалімова                  |                              |
|  |  |              |  |          | Національний авіаційний університет |                              |
|  |  |              |  |          | Індустріальна                       |                              |
|  |  |              |  |          | Олекси Тихого                       |                              |
|  |  |              |  |          | Політехнічна +M                     |                              |
|  |  |              |  |          | Повітрофлотська                     |                              |
|  |  |              |  |          | Площа Галицька                      |                              |
|  |  |              |  | №15, №18 |                                     |                              |
|  |  |              |  |          |                                     |                              |
|  |  |              |  |          |                                     |                              |
|  |  |              |  |          | Старовокзальна +M +зал              |                              |
|  |  | +трам №15,18 |  |          |                                     |                              |
|  |  |              |  |          |                                     |                              |

| Легенда |                     |  |  |        |                 |            |
| \| Депо ім. Шевченка \| \| \| \| \| \| \| \| Проспект Академіка Корольова \| \| \| \| \| \| \| \| Михайлівська Борщагівка \| \| \| \| \| \| \| \| вул. Вахтанга Кікабідзе \| \| \| \| \| \| \| \| вул. Григоровича-Барського \| \| \| \| \| \| \| \| \| \| \| \| \| \| \| \| вул. Олександра Махова \| \| \| \| \| \| \| \| вул. Зодчих \| \| \| \| \| \| \| \| \| \| \| \| \| Кільцева Дорога \| \| \| бул. Миколи Руденка \| бул. Миколи Руденка \| \| \| \| Жуля Верна \| Жуля Верна \| \| вул. Василя Доманицького \| \| \| \| \| \| \| \| \| \| \| \| №1, №3 \| \| \| \| \| \| \| \| \| \| \| |                     |  |  |        |                 |            |
| Депо ім. Шевченка |                     |  |  |        |                 |            |
| Проспект Академіка Корольова |                     |  |  |        |                 |            |
| Михайлівська Борщагівка |                     |  |  |        |                 |            |
| вул. Вахтанга Кікабідзе |                     |  |  |        |                 |            |
| вул. Григоровича-Барського |                     |  |  |        |                 |            |
| |                     |  |  |        |                 |            |
| вул. Олександра Махова |                     |  |  |        |                 |            |
| вул. Зодчих |                     |  |  |        |                 |            |
| |                     |  |  |        | Кільцева Дорога |            |
| бул. Миколи Руденка | бул. Миколи Руденка |  |  |        | Жуля Верна      | Жуля Верна |
| вул. Василя Доманицького |                     |  |  |        |                 |            |
| |                     |  |  | №1, №3 |                 |            |
| |                     |  |  |        |                 |            |

| Депо ім. Шевченка            |                     |  |  |        |                 |            |
| Проспект Академіка Корольова |                     |  |  |        |                 |            |
| Михайлівська Борщагівка      |                     |  |  |        |                 |            |
| вул. Вахтанга Кікабідзе      |                     |  |  |        |                 |            |
| вул. Григоровича-Барського   |                     |  |  |        |                 |            |
|                              |                     |  |  |        |                 |            |
| вул. Олександра Махова       |                     |  |  |        |                 |            |
| вул. Зодчих                  |                     |  |  |        |                 |            |
|                              |                     |  |  |        | Кільцева Дорога |            |
| бул. Миколи Руденка          | бул. Миколи Руденка |  |  |        | Жуля Верна      | Жуля Верна |
| вул. Василя Доманицького     |                     |  |  |        |                 |            |
|                              |                     |  |  | №1, №3 |                 |            |
|                              |                     |  |  |        |                 |            |

| Легенда |  |              |  |          |                                     |                              |
| \| \| \| \| \| \| Кільцева дорога \| \| \| \| \| №1, №2 \| \| \| Жуля Верна \| Жуля Верна \| \| \| \| \| \| \| \| \| \| \| \| \| \| \| Гната Юри \| \| \| \| \| \| \| \| Івана Дзюби +зал \| \| \| \| \| \| \| \| Алмаз – Берестейська \| \| \| \| \| \| \| \| Борщагівка-Технічна – Святошин \| \| \| \| \| №14, №15 \| \| №14, №15 \| Вацлава Гавела +трам №14, 15 \| Вацлава Гавела +трам №14, 15 \| \| \| \| \| \| \| Академіка Шалімова \| \| \| \| \| \| \| \| Національний авіаційний університет \| \| \| \| \| \| \| \| Індустріальна \| \| \| \| \| \| \| \| Олекси Тихого \| \| \| \| \| \| \| \| Політехнічна +M \| \| \| \| \| \| \| \| Повітрофлотська \| \| \| \| \| \| \| \| Площа Галицька \| \| \| \| \| \| \| №15, №18 \| \| \| \| \| \| \| \| \| \| \| \| \| \| \| \| \| \| \| \| \| \| \| \| \| Старовокзальна +M +зал \| \| \| \| \| +трам №15,18 \| \| \| \| \| \| \| \| \| \| \| \| \| |  |              |  |          |                                     |                              |
| |  |              |  |          | Кільцева дорога                     |                              |
| |  | №1, №2       |  |          | Жуля Верна                          | Жуля Верна                   |
| |  |              |  |          |                                     |                              |
| |  |              |  |          | Гната Юри                           |                              |
| |  |              |  |          | Івана Дзюби +зал                    |                              |
| |  |              |  |          | Алмаз – Берестейська                |                              |
| |  |              |  |          | Борщагівка-Технічна – Святошин      |                              |
| |  | №14, №15     |  | №14, №15 | Вацлава Гавела +трам №14, 15        | Вацлава Гавела +трам №14, 15 |
| |  |              |  |          | Академіка Шалімова                  |                              |
| |  |              |  |          | Національний авіаційний університет |                              |
| |  |              |  |          | Індустріальна                       |                              |
| |  |              |  |          | Олекси Тихого                       |                              |
| |  |              |  |          | Політехнічна +M                     |                              |
| |  |              |  |          | Повітрофлотська                     |                              |
| |  |              |  |          | Площа Галицька                      |                              |
| |  |              |  | №15, №18 |                                     |                              |
| |  |              |  |          |                                     |                              |
| |  |              |  |          |                                     |                              |
| |  |              |  |          | Старовокзальна +M +зал              |                              |
| |  | +трам №15,18 |  |          |                                     |                              |
| |  |              |  |          |                                     |                              |

|  |  |              |  |          | Кільцева дорога                     |                              |
|  |  | №1, №2       |  |          | Жуля Верна                          | Жуля Верна                   |
|  |  |              |  |          |                                     |                              |
|  |  |              |  |          | Гната Юри                           |                              |
|  |  |              |  |          | Івана Дзюби +зал                    |                              |
|  |  |              |  |          | Алмаз – Берестейська                |                              |
|  |  |              |  |          | Борщагівка-Технічна – Святошин      |                              |
|  |  | №14, №15     |  | №14, №15 | Вацлава Гавела +трам №14, 15        | Вацлава Гавела +трам №14, 15 |
|  |  |              |  |          | Академіка Шалімова                  |                              |
|  |  |              |  |          | Національний авіаційний університет |                              |
|  |  |              |  |          | Індустріальна                       |                              |
|  |  |              |  |          | Олекси Тихого                       |                              |
|  |  |              |  |          | Політехнічна +M                     |                              |
|  |  |              |  |          | Повітрофлотська                     |                              |
|  |  |              |  |          | Площа Галицька                      |                              |
|  |  |              |  | №15, №18 |                                     |                              |
|  |  |              |  |          |                                     |                              |
|  |  |              |  |          |                                     |                              |
|  |  |              |  |          | Старовокзальна +M +зал              |                              |
|  |  | +трам №15,18 |  |          |                                     |                              |
|  |  |              |  |          |                                     |                              |

| Легенда |  |  |  |    |                   |  |
| \| \| \| \| \| №5 \| \| \| \| \| \| \| \| \| Милославська \| \| \| \| \| \| \| \| Олександри Екстер \| \| \| \| \| \| \| \| Сержа Лифаря \| \| \| \| \| \| \| \| Каштанова \| \| \| \| \| \| \| \| Романа Шухевича \| \| \| \| \| \| \| \| \| \| \| \| \| \| \| \| Райдужний +зал \| \| \| \| \| \| \| \| \| \| \| \| \| \| \| \| \| \| |  |  |  |    |                   |  |
| |  |  |  | №5 |                   |  |
| |  |  |  |    | Милославська      |  |
| |  |  |  |    | Олександри Екстер |  |
| |  |  |  |    | Сержа Лифаря      |  |
| |  |  |  |    | Каштанова         |  |
| |  |  |  |    | Романа Шухевича   |  |
| |  |  |  |    |                   |  |
| |  |  |  |    | Райдужний +зал    |  |
| |  |  |  |    |                   |  |
| |  |  |  |    |                   |  |

|  |  |  |  | №5 |                   |  |
|  |  |  |  |    | Милославська      |  |
|  |  |  |  |    | Олександри Екстер |  |
|  |  |  |  |    | Сержа Лифаря      |  |
|  |  |  |  |    | Каштанова         |  |
|  |  |  |  |    | Романа Шухевича   |  |
|  |  |  |  |    |                   |  |
|  |  |  |  |    | Райдужний +зал    |  |
|  |  |  |  |    |                   |  |
|  |  |  |  |    |                   |  |

| Легенда |                   |  |  |  |                                                           |                                                           |
| \| \| \| \| \| \| \| \| \| \| \| \| \| \| Вулиця Милославська +трам №27,28 \| \| \| Милославська \| Милославська \| \| \| \| Храм на честь Ікони Божої Матері «Всецариця» +трам №27,28 \| Храм на честь Ікони Божої Матері «Всецариця» +трам №27,28 \| \| Олександри Екстер \| Олександри Екстер \| \| \| \| Ліцей № 293 +трам №27,28 \| Ліцей № 293 +трам №27,28 \| \| Сержа Лифаря \| Сержа Лифаря \| \| \| \| Мікрорайон № 20 +трам №27,28 \| Мікрорайон № 20 +трам №27,28 \| \| Рональда Рейгана \| Рональда Рейгана \| \| \| \| РПС +трам №27,28 \| РПС +трам №27,28 \| \| Каштанова \| Каштанова \| \| \| \| Соцзабез +трам №27,28 \| Соцзабез +трам №27,28 \| \| Романа Шухевича \| Романа Шухевича \| \| \| \| Поліклініка +трам №27,28 \| Поліклініка +трам №27,28 \| \| \| \| \| \| \| Бульвар Леоніда Бикова +трам №27,28 \| \| \| +зал Райдужний \| +зал Райдужний \| \| \| \| Бульвар Володимира Висоцького +трам №27,28 \| Бульвар Володимира Висоцького +трам №27,28 \| \| \| \| \| \| \| Вулиця Сержа Лифаря +трам №27,28,33,35 \| \| \| \| \| \| \| \| №27, №28, №33, №35 \| \| \| \| \| \| \| \| \| \| |                   |  |  |  |                                                           |                                                           |
| |                   |  |  |  |                                                           |                                                           |
| |                   |  |  |  | Вулиця Милославська +трам №27,28                          |                                                           |
| Милославська | Милославська      |  |  |  | Храм на честь Ікони Божої Матері «Всецариця» +трам №27,28 | Храм на честь Ікони Божої Матері «Всецариця» +трам №27,28 |
| Олександри Екстер | Олександри Екстер |  |  |  | Ліцей № 293 +трам №27,28                                  | Ліцей № 293 +трам №27,28                                  |
| Сержа Лифаря | Сержа Лифаря      |  |  |  | Мікрорайон № 20 +трам №27,28                              | Мікрорайон № 20 +трам №27,28                              |
| Рональда Рейгана | Рональда Рейгана  |  |  |  | РПС +трам №27,28                                          | РПС +трам №27,28                                          |
| Каштанова | Каштанова         |  |  |  | Соцзабез +трам №27,28                                     | Соцзабез +трам №27,28                                     |
| Романа Шухевича | Романа Шухевича   |  |  |  | Поліклініка +трам №27,28                                  | Поліклініка +трам №27,28                                  |
| |                   |  |  |  | Бульвар Леоніда Бикова +трам №27,28                       |                                                           |
| +зал Райдужний | +зал Райдужний    |  |  |  | Бульвар Володимира Висоцького +трам №27,28                | Бульвар Володимира Висоцького +трам №27,28                |
| |                   |  |  |  | Вулиця Сержа Лифаря +трам №27,28,33,35                    |                                                           |
| |                   |  |  |  | №27, №28, №33, №35                                        |                                                           |
| |                   |  |  |  |                                                           |                                                           |

|                   |                   |  |  |  |                                                           |                                                           |
|                   |                   |  |  |  | Вулиця Милославська +трам №27,28                          |                                                           |
| Милославська      | Милославська      |  |  |  | Храм на честь Ікони Божої Матері «Всецариця» +трам №27,28 | Храм на честь Ікони Божої Матері «Всецариця» +трам №27,28 |
| Олександри Екстер | Олександри Екстер |  |  |  | Ліцей № 293 +трам №27,28                                  | Ліцей № 293 +трам №27,28                                  |
| Сержа Лифаря      | Сержа Лифаря      |  |  |  | Мікрорайон № 20 +трам №27,28                              | Мікрорайон № 20 +трам №27,28                              |
| Рональда Рейгана  | Рональда Рейгана  |  |  |  | РПС +трам №27,28                                          | РПС +трам №27,28                                          |
| Каштанова         | Каштанова         |  |  |  | Соцзабез +трам №27,28                                     | Соцзабез +трам №27,28                                     |
| Романа Шухевича   | Романа Шухевича   |  |  |  | Поліклініка +трам №27,28                                  | Поліклініка +трам №27,28                                  |
|                   |                   |  |  |  | Бульвар Леоніда Бикова +трам №27,28                       |                                                           |
| +зал Райдужний    | +зал Райдужний    |  |  |  | Бульвар Володимира Висоцького +трам №27,28                | Бульвар Володимира Висоцького +трам №27,28                |
|                   |                   |  |  |  | Вулиця Сержа Лифаря +трам №27,28,33,35                    |                                                           |
|                   |                   |  |  |  | №27, №28, №33, №35                                        |                                                           |
|                   |                   |  |  |  |                                                           |                                                           |

### Ліквідовані та змінені маршрути
| №   | Початковий пункт                                               | Кінцевий пункт                                         | Примітки                                                                                   |
| --- | -------------------------------------------------------------- | ------------------------------------------------------ | ------------------------------------------------------------------------------------------ |
| 1   | Палац спорту                                                   | Михайлівська Борщагівка                                | Скасований 2001 року                                                                       |
| 2   | Львівська площа                                                | Вокзал                                                 | Змінено маршрут 1989 року                                                                  |
| 2   | Львівська площа                                                | Вулиця Старовокзальна                                  | Скасований 1996 року                                                                       |
| 2   | Станція «Романа Шухевича» (тоді — Станція «Генерала Ватутіна») | Вулиця Сержа Лифаря (тоді — вул. Олександра Сабурова)  | Скасований 2009 року                                                                       |
| 3   | Палац спорту                                                   | Петропавлівська площа                                  | Скасований 1971 року                                                                       |
| 4   | Львівська площа                                                | Кабельний завод                                        | Скасований                                                                                 |
| 4   | Станція метро «Героїв Дніпра»                                  | Вулиця Йорданська (тоді — вул. Гавро Лайоша)           | Скасований 2006 року                                                                       |
| 5   | Завод «Більшовик»                                              | Святошин                                               | Скасований 1982 року                                                                       |
| 5   | Палац спорту                                                   | Вулиця Волгоградська                                   | Скасований 2001 року                                                                       |
| 5   | Контрактова площа                                              | Проспект Дружби Народів                                | Скасований 23 лютого 2011 року                                                             |
| 5к  | Вулиця Милославська                                            | Вулиця Сержа Лифаря (тоді — вул. Олександра Сабурова)  | Скасований у грудні 2015 року                                                              |
| 6   | Вокзал                                                         | Святошин                                               | Скасований 1971 року                                                                       |
| 6   | Львівська площа                                                | Кисневий завод                                         | Скасований 1978 року                                                                       |
| 6   | Контрактова площа                                              | Палац спорту                                           | Скасований 2001 році                                                                       |
| 7   | Вокзал                                                         | Кисневий завод                                         | З 1978 року скорочений до станції метро «Завод Більшовик». Скасований 1982 року            |
| 7   | Пуща-Водиця (14-та лінія)                                      | Площа Тараса Шевченка                                  | Скасований 2012 року                                                                       |
| 8   | Університет                                                    | Вулиця Волгоградська                                   | Скасований 1987 року                                                                       |
| 9   | Контрактова площа (тоді — Червона площа)                       | Голосіївська площа                                     | Скорочено до Московської площі 1980 року                                                   |
| 9   | Контрактова площа                                              | Московська площа                                       | Скасований 1996 року                                                                       |
| 10  | Вокзал                                                         | Палац спорту — Московська площа                        | Скасований 2001 року                                                                       |
| 11к | Вулиця Скляренко                                               | Вулиця Йорданська                                      | Скасований                                                                                 |
| 13  | Контрактова площа                                              | Вокзал                                                 | Змінено маршрут 1989 року                                                                  |
| 13  | Контрактова площа                                              | Вулиця Старовокзальна                                  | У 2000 році перенумерований на маршрут № 18                                                |
| 14  | Контрактова площа                                              | Святошин                                               | Змінено маршрут 1982 року                                                                  |
| 15  | Львівська площа                                                | Автогенний завод                                       | Змінено маршрут 1991 року                                                                  |
| 16  | Контрактова площа                                              | Європейська площа (тоді — площа Ленінського Комсомолу) | Скасований 1977 року                                                                       |
| 17  | Станція метро «Шулявська» (тоді — «Завод Більшовик»)           | Вулиця Сім'ї Сосніних                                  | Скасований 1978 року                                                                       |
| 18  | Станція метро «Шулявська» (тоді — «Завод Більшовик»)           | Вулиця Велика Кільцева                                 | Скасований 1978 року                                                                       |
| 20  | Контрактова площа (тоді — Червона площа)                       | Лавра                                                  | Скасований 1960 року                                                                       |
| 21  | Контрактова площа                                              | Бульвар Перова                                         | Скасований 2004 року                                                                       |
| 23  | Палац спорту                                                   | Святошин                                               | Скасований 1978 року                                                                       |
| 24  | Палац спорту                                                   | Голосіївська площа                                     | Скасований 1972 року                                                                       |
| 25  | Вокзал                                                         | Пуща-Водиця (14-а лінія)                               | Скасований 1983 року                                                                       |
| 26  | Станція метро «Лісова»                                         | Харківський масив                                      | Скасований 2004 року через подовження маршруту № 8                                         |
| 27  | Палац спорту                                                   | Бульвар Перова                                         | Скорочений до Дарницької площі (тоді — пл. Ленінградська), а згодом, 1998 року, скасований |
| 27  | Контрактова площа                                              | Станція метро «Лісова»                                 | Скасований 2004 року                                                                       |
| 28Д | Станція метро «Позняки»                                        | Вулиця Милославська                                    | Маршрут не був скасований, перенумерований у 27                                            |
| 30  | Вокзал                                                         | Печерський міст                                        | Скасований 1985 року                                                                       |
| 31  | Контрактова площа                                              | ЗЗБК                                                   | Скасований 2004 року                                                                       |
| 32  | Контрактова площа                                              | ДВРЗ                                                   | Скасований 1994 року                                                                       |
| 34  | Контрактова площа                                              | Вулиця Ентузіастів                                     | Скасований 2003 року                                                                       |
| 35  | Вокзал                                                         | Вулиця Ентузіастів                                     | Скасований 1996 року                                                                       |

## Позамаршрутні послуги
З 2007 року у Києві існує «трамвай-кафе» — переобладнаний вагон Tatra T6B5, що належить Подільському депо. У салоні встановлено столики з м'якими сидіннями (всього — 21 місце), є умивальник, гардероб, шафки для їжі і особистих речей. Вагон можна замовити для подорожей Правобережною трамвайною мережею. За додаткову плату, клієнтам пропонується супроводжувальна екскурсія містом.

## Музеї
У 1927 році у колишньому депо деміївського трамвая інженер Лев Миколайович Грауерт відкрив один з перших у світі трамвайних музеїв. Серед його експонатів можна було побачити вагон кінного трамвая, один з перших електровагонів, історичні плани, креслення і фотографії. На початку 1930-х років цей музей існував на базі трамвайного училища, а під час війни, 1941 року, був розграбований і фактично знищений. Після Другої світової війни ентузіасти Новицький, Тужілін та Сухомлинський створили трамвайний музей при Київському заводі електротранспорту.
У 1988 році ветеран Київських трамваїв Лідія Лівінська створила Київський музей електротранспорту. У його колекції представлені книжки про київський електротранспорт, старі фотографії, моделі трамваїв. Гордістю музею є три діаграми, що відображають віхи його розвитку:
- «Початок» (вид Олександрівського узвозу, 1982 рік)
- «Роки війни» (1941–1945)
- «Київ сьогодні» (наш час).

Музей розташований на базі Дарницького трамвайного депо.

## Пам'ятники київському трамваю

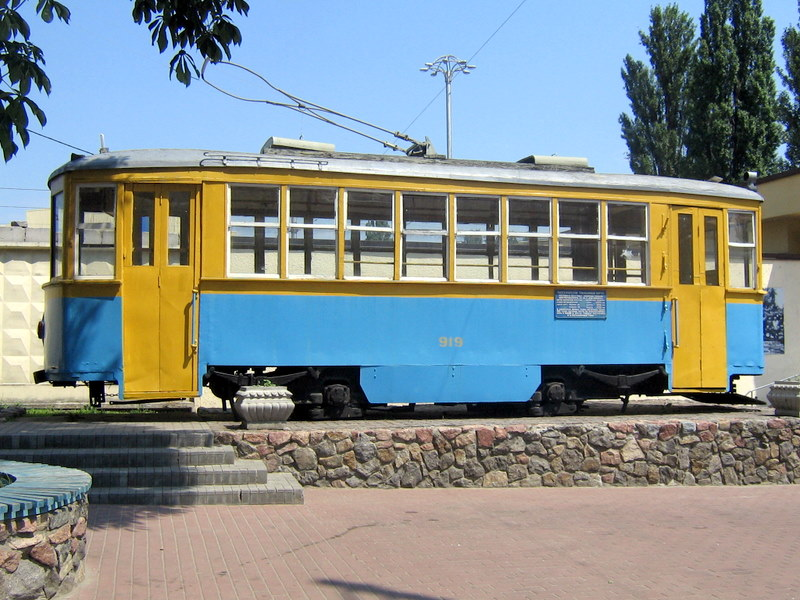
Вагон-пам'ятник, був розташований поблизу Подільського депо

Пам'ятник першому київському трамваю

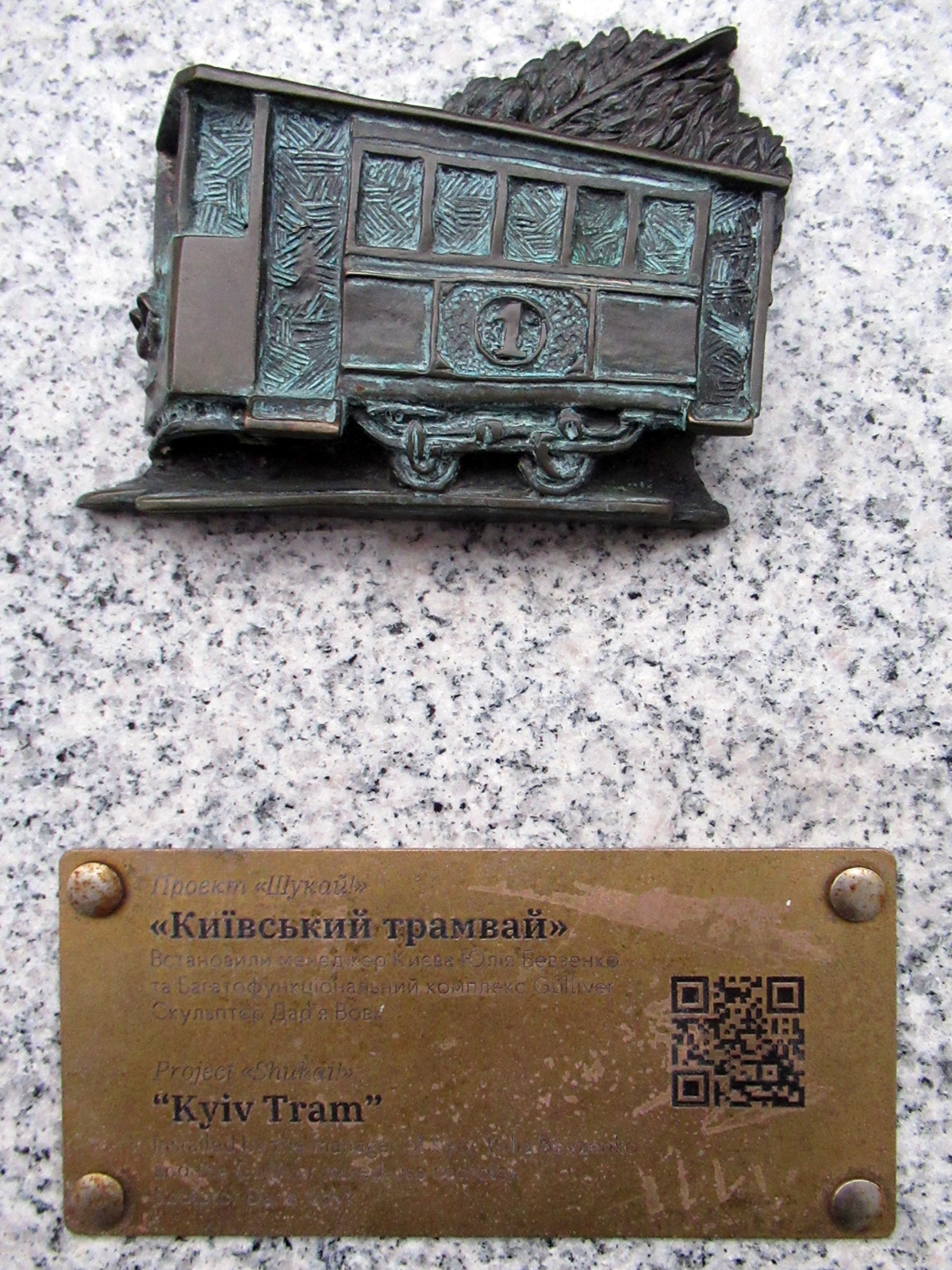
Київський трамвай проєкту «Шукай»

Сьогодні у Києві є три пам'ятники трамваю. Один із них являє собою старий вагон київського трамвая на невеликому постаменті. Був розташований поблизу Подільського трамвайного депо, зараз знаходиться на території ІЕРЦ КП «Київпастранс». Другий, розташований поблизу депо імені Шевченка, являє собою вагон київського кінного трамвая, поставлений на невеликий постамент.
Зараз знаходиться на території ІЕРЦ (музей Транспорту). Третій розташований на Володимирському узвозі поблизу адміністрації КП «Київпастранс», на місці, звідки київський трамвай пішов у свій перший рейс.
Також, в травні 2018 року, на честь 125-річчя Київського трамвая, була відкрита міні-скульптура біля входу в ТРЦ «Гуллівер».

## У культурі
У художній літературі можна зустріти понад п'ятдесят згадок про київський трамвай, які представляють всі етапи на шляху його розвитку. Досить цікавими та інформативними є свідчення про роботу трамвая у міжвоєнний період та під час німецької окупації, зокрема дані, наведені у щоденнику галичанки Софії Парфанович «У Києві в 1940 році»:
|  | Тут вони [люди], як на більших зупинках стояли в черзі. Якщо в трамваї було місце, черга смирно просувалась крізь двері та вштовхувалася в трамвай. Коли ж він над'їздив завантажений i була мала надія дістатись, черга мішалась, люди кидались на трамвай та повставала метушня й боротьба просто на життя й смерть |

Згадки про київський трамвай присутні й у творах відомих класиків. І якщо Олександр Купрін, Віктор Некрасов, Костянтин Паустовський, Михайло Булгаков чи Іван Нечуй-Левицький описували київський трамвай на задньому плані своїх творів, не вдаючись до його характеристики, а змальовуючи лише поетичні риси, то Ілля Ільф і Євген Петров у своїй книзі «Одноповерхова Америка» ще у 1937 році критикували скорочення трамвайної мережі, наводячи в приклад західні міста, зокрема, Нью-Йорк:
|  | Тут присутні всі види транспорту — і дещо застарілі двоповерхові автобуси і трамваї. Мабуть, у Києві, де знищили трамвайний рух на головній вулиці, дуже здивувалися б, дізнавшись, що трамвай ходить навіть БродвеємОригінальний текст (рос.) [Тут есть все виды транспорта — и несколько старомодные двухэтажные автобусы и трамваи. Вероятно, в Киеве, уничтожившем трамвайное движение на главной улице, очень удивились бы, узнав, что трамвай ходит даже по Бродвею] Помилка: {{Lang}}: текст вже має курсивний шрифт (допомога) |

Варто сказати, що подібна критика, аргументована досвідом Заходу сьогодні є дуже популярною в прихильників трамвая з пострадянського простору.

### Пісні
- «Київський трамвай» («Кієвар трамвай») — пісня невідомого авторства, яка в оригіналі виконується сумішшю їдишу та російської. Існує також російськомовний варіант пісні, українського перекладу поки що немає.
- «14-й Трамвай» — російськомовна пісня київського гурту «Діти великого міста»

## Додатково
- На ділянці сучасного Берестейського проспекту від Тріумфальних воріт до вулиці Польової (сьогодні — вулиця Янгеля) до 1923 року було дві трамвайні лінії — по два боки тодішнього Брест-Литовського шосе. Північною частиною курсував приватний святошинський трамвай, південною — муніципальний.
- Напередодні Першої світової війни інженер Тимченко, автор проєкту Київського бензотрамвая, планував прокласти трамвайну лінію між Києвом і Житомиром. Війна зупинила ці плани на стадії проєктування.